# فريدة ملكة مصر القرينة
صافيناز يوسف ذو الفقار وشهرتها الملكة فريدة (5 سبتمبر 1921 - 15 أكتوبر 1988)، زوجة الملك فاروق الأولى ملك. ولدت في مدينة الإسكندرية بمنطقة جناكليس، وهي تنتمي لعائلة ذو الفقار المصرية العريقة.
اشتركت في الرحلة الملكية التي قام بها الملك فاروق ووالدته الملكة نازلي وأخواته إلى أوروبا في عام 1937، وخلال تلك الرحلة تعرفت على الملك فاروق، وأعلنت الخطبة الرسمية بعد عودة الأسرة المالكة إلى مصر في صيف عام 1937، وتم الزواج في 20 يناير 1938 وسط احتفالات شعبية لم يسبق لها مثيل. أنجبت من الملك فاروق ثلاثة بنات هن الأميرة فريال والأميرة فوزية والأميرة فادية، وكانت محبوبة من الشعب المصري. طلّقها الملك فاروق عام 1948، وكان طلاقهما من أسباب تراجع شعبية الملك بين أبناء الشعب.

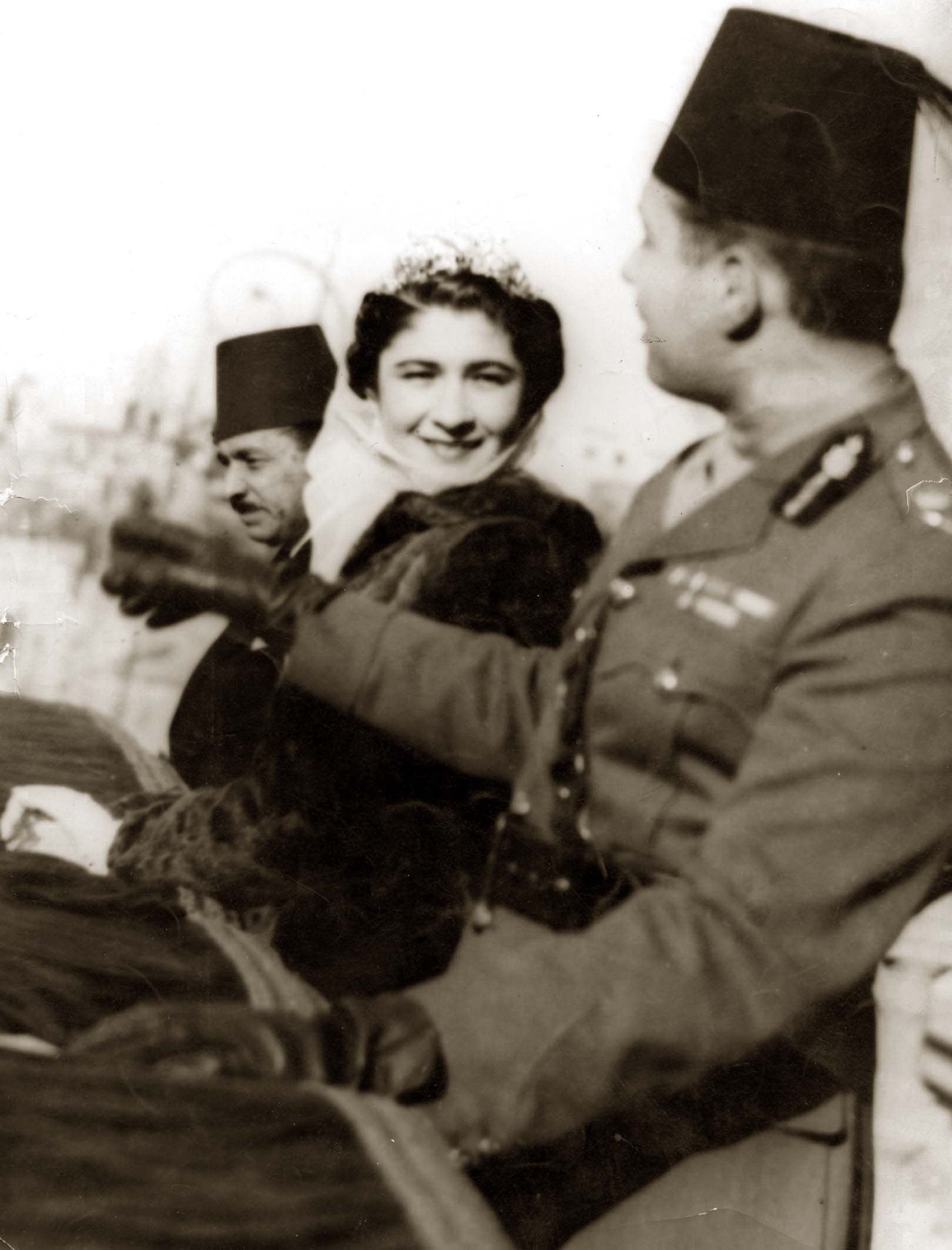
فاروق الأول و الملكة فريدة

بعد الإنقلاب الذي أطاح بالملكية في 23 يوليو 1952 غادر بناتها مع والدهم إلى منفاه في إيطاليا، ولم تستطع رؤيتهم مدة طويلة. ولكن بعد انتقالهن إلى سويسرا كانت تسافر كثيرًا لرؤيتهن.
عملت بالفن ورسمت الكثير من اللوحات، وشجعها خالها الفنان الكبير محمود سعيد على تنمية مواهبها في فن الرسم، ولكن واجباتها الملكية صرفتها عن ممارسة الرسم، لكنها عادت لممارسة فن الرسم منذ عام 1954 وذلك لتغطية نفقات معيشتها، وينتمي فنها إلى ما يعرف بالفن الفطري للكبار. كما أنها أقامت العديد من المعارض الفنية في مدريد وجزيرة مايوركا باريس والقاهرة وجنيف وبلغاريا وتكساس وذلك في سنوات السبعينات والثمانينات.
ظلت مقيمة في مصر حتى عام 1963 سافرت بعدها إلى لبنان وسويسرا وباريس وأقامت فيها. وفي عام 1982 عادت إلى مصر وعاشت فيها حياة عادية في إحدى شقق القاهرة، كما أقامت معرضاً فنياً بعنوان ألف رؤية ورؤية. وتوفيت في القاهرة ودُفِنت فيها، وعند وفاتها حضر بناتها الثلاث لمصاحبة جثمانها.

## حياتها

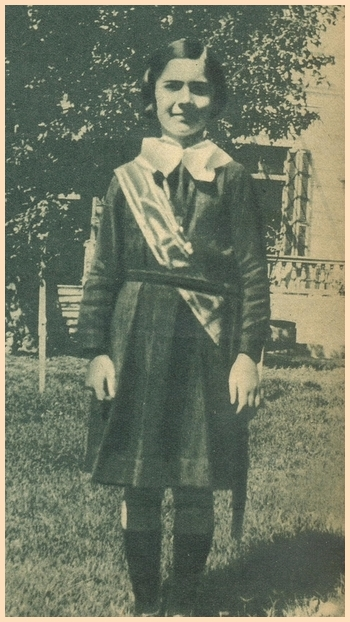
الملكة فريدة في سن العاشرة وهي ترتدي زي المدرسة

عاشت بالإسكندرية فترة طفولتها وشبابها حتى لحظة خطبتها لفاروق، كانت طفلة هادئة، متزنة تعيش حياة طبيعية بسيطة وتهوى القراءة والاطلاع وسماع الموسيقى الكلاسيكية. كانت طفولتها وحياتها وسط أسرة متحابة لا يعكر صفائها شر. حياة بنت تعيش في وسط أسرتها فهي كريمة يوسف ذو الفقار المستشار بمحكمة الاستئناف المختلطة بالإسكندرية، ابن علي باشا ذو الفقار محافظ العاصمة الأسبق، ابن يوسف بك رسمي أحد كبار ضباط الجيش المصري في عهد إسماعيل. أمّا والدتها زينب ذو الفقار كريمة محمد سعيد باشا الذي رأس الوزارة المصرية غير مرة، وصديقة لأغلب سيدات المجتمع المصري والصديقة الحميمة للملكة نازلي زوجة الملك فؤاد، وكانت هي الوصيفة الأولى للملكة. وفريدة لها أخوان هما سعيد ذو الفقار وشريف ذو الفقار. وقد درست صافيناز في مدرسة راهبات نوتردام دي سيون الفرنسية بالأسكندرية فأتقنت اللغتين الفرنسية والإنجليزية، وعمل والدها في اللغة العربية فأحضر لها مدرسًا خاصًا يعلمها أصول اللغة. ودروس الدين الإسلامي. كانت لها هوايات كثيرة أولها الموسيقى وبنوع خاص عزف البيانو، ولم يكن والدها عازفًا ماهرًا فحسب، بل هو كذلك رسام بارع، ويجد الداخل إلى السراي صورة زيتية من إبداع والدها، فتتلمذت على يد والدها، وخالها. كانت فريدة مغرمة بالموسيقى الكلاسيكية فلديها مقتنيات من أشهر أعمال كبار هذا الفن. تقول
| فريدة ملكة مصر القرينة | وبعد زواجي كنت مصدر سعادة أيضًا لأسرتي | فريدة ملكة مصر القرينة |

أنعم فاروق برتبة الباشوية على والدها وأنعم على والدتها بوشاح النيل. ولكن كانت سببًا في شقائهما بعد ذلك عندما كانا يرانها غير سعيدة بعد زواجها فقد عاشت عامًا واحدًا سعيدة مع فاروق.

## أسرار الحب والزواج

### اللقاء مع الحب
كان ذلك عندما ذهبت بصحبة والدتها إلى القصر فور عودة فاروق من إنجلترا بعد وفاة والده فؤاد لكي تلتقي بصديقتها الملكة نازلي، وتلتقي هي بصديقتها فوزية شقيقته. وهناك وجدت عددًا من الفتيات الأخريات في مثل سنها ولم تكن تعرف وقتها أن الملكة نازلي وشقيقات الملك يبحثن عن عروس لفاروق. وأمام حمام السباحة أخذن يضحكن ويمزحن ويسبحن سعيدات بالجو الملكي. وفجأة ظهر فاروق وصاحت الفتيات الملك واتجهن حيث يقف إلا هي فقد وقفت في مكانها، بل وابتعدت عن المكان الذي يقف فيه فاروق، ووجدته يترك جميع الفتيات ويتقدم إليها حيث تجلس والدتها وسألها عمن تكون فقالت له إنها ابنتي صافيناز. حياها بإيماءة من رأسه ثم انصرف. وقتها كان سنها خمس عشرة سنة. كانت ما زلت طالبة في المدرسة.

### في سويسرا ولد الحب الملكي

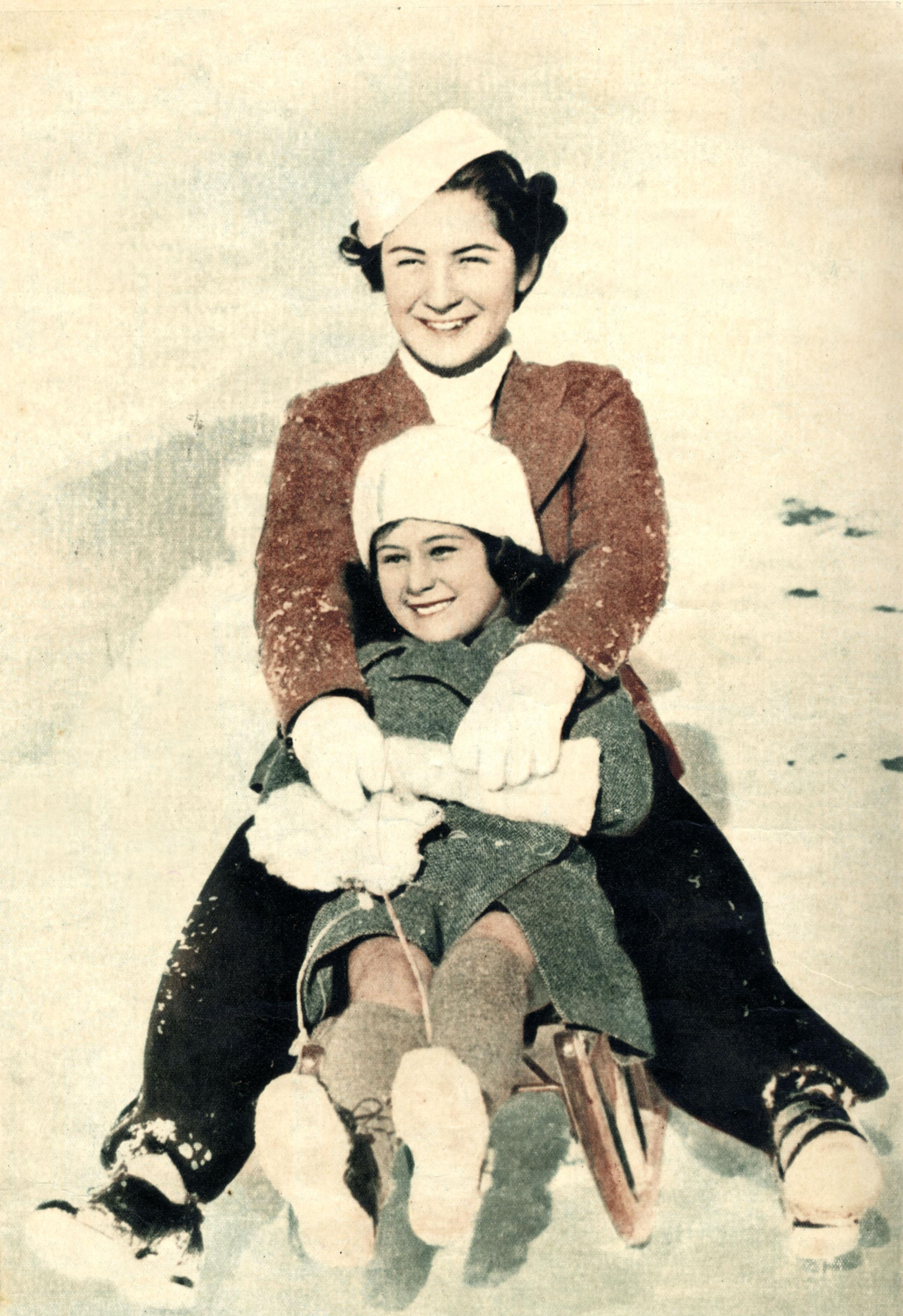
قبل الخطبة الملكية الآنسة فريدة ذو الفقار(العروس)، والأميرة فتحية- شقيقة الملك- تنزلقان على الجليد في سان موريتز بسويسرا أثناء رحلة ملكية إلى أوروبا شتاء عام1937

كانت فريدة تستعد لأداء الامتحان، في هذا الوقت تلقت والدتها دعوة من الملكة نازلي لقضاء هذه الرحلة التي استمرت أربعة شهور اختبارًا لها عن قرب، كان فاروق وأسرته يودون أن يعرفن طباعها وتصرفاتها. كانوا يذهبون يوميًا للتريض، أو يقوموا بالأنزلاق على الجليد، وكذلك أعدوا برنامجًا لزيارة مختلف أنحاء سويسرا والاطلاع على الحياة فيها. كان فاروق بصحبتها مع شقيقاته في برنامجه اليومي المحدد، كانوا يذهبوا للتجول ولزيارة الأماكن، وزيارة المصانع، وكذلك كان معهم مدرسون ليعلموهم اللغات العربية والفرنسية والإنجليزية. على ظهر الباخرة فيكتوري أوف أنديا والتي أطلقت عليها الملكة فريدة فيما بعد زورق الحب، ففي يوم 27 فبراير سنة 1937 غادر فاروق ويصحبه أمه وأخواته وحاشيته التي تتكون من 37 شخصًا وبصحبته السيدة زينب ذو الفقار صديقة الملكة نازلي ووصيفتها في الوقت نفسه وابنتها صافيناز ذو الفقار وحسين صبري خال الملك وزوجته في رحلة قالوا عنها تثقيفية حتى يبلغ الملك السن القانونية قبل تتويجه ملكًا على مصر.
وبعد وصولهم بدء اهتمام فاروق بالمحيطين به وبصافيناز على وجه الخصوص، فقد كانوا يتزحلقون على الجليد في الصباح مع شقيقاته ويرقصون بالفندق بالمساء ثم سافروا إلى باريس ثم بعد ذلك إلى إنجلترا ثم عادوا مرة أخرى لباريس. تقول فريدة عن الرحلة:
| فريدة ملكة مصر القرينة | في هذه الرحلة تعرفت على فاروق وأحببت الملك حبًا جمًا، قلبي كان يخفق بحب فاروق وقد كان لطيفًا ودودًا وعشت حوالي مائة وعشرون يومًا طائرة على جناج الحب. أصبحت استحوذ على كل اهتمام فاروق ولحظتها ولد الحب في سان مورتيز | فريدة ملكة مصر القرينة |

أمّا عن ذكرياتها في زورق الحب قبل الخطبة، إنه في إحدى الأيام حدث عندما كانت وشقيقاته يتزحلقن على الجليد سقطت فريدة والتوى مفصل قدمها، فوجدت فاروق يصيح في شقيقاته بغضب مؤنبا ومحذرًا من عواقب الطيش والإستهتار وقال لهن في جدية وصرامة وحزم بأنه سيصدر أوامره بألا تتزحلق معهن صافيناز بعد الآن. يعدها توجه إلى والدته وأصدر أوامره إليها، فضحكت وقالت لفاروق مؤنبة أنه يستطيع أن يوجه الكلام لشقيقاته أمّا صافيناز فلا تخصه فوالدتها هي الوحيدة التي لها الحق أن تصدر لها أوامر. فاعترض فاروق بأن هذا يخصه أيضًا لأنه لا يريد أن تسقط وتموت، فسألته الملكة الأم
| فريدة ملكة مصر القرينة | هل هذا لأنك تحب صافيناز؟ | فريدة ملكة مصر القرينة |

لم يجب فاروق بل احمرّ وجهه وأخذها من يدها وتأكد أن ساقها سليمة. انتهت الرحلة في 25 يوليو من نفس العام عندما عادوا إلى الإسكندرية.

## تتويج الحب

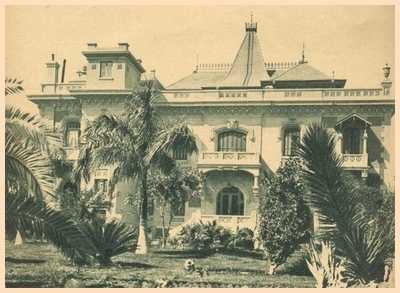
واجهة قصر ألفريد شماس الذي استأجره فاروق لفريدة بضاحية مصر الجديدة حتى ينتهوا من ترتيبات الزفاف

بعد العودة من الرحلة الملكية بأسابيع وبعد حفل تتويج الملك حضر فاروق إلى قصر فريدة بالإسكندرية ليطلب يدها لتكون زوجة له. أمّا والدها فقد ينظر إليها بأنها ما زالت طفلة في السادسة عشر، وبعد إلحاح وافق على الخطبة على أن تمتد الخطبة لسنوات ويكون الزواج بعد ذلك. لكن فاروق صمم على أن يتم الزواج بسرعة وأن ستة شهور كافية للإعداد للزواج وبعدها يتم عقد القِران. انتقلت من الإسكندرية بناء على طلب فاروق إلى القاهرة، واختار لأسرتها قصرًا في ضاحية مصر الجديدة لإقامتهم وهو قصر الفريد بك شماس وهو من أفخم وأجمل القصور. كان فاروق يحضر لزيارتهم كثيرًا. لم تمتلك عائلتها القصر فبعد الزواج عاد القصر مرة أخرى لصاحبه الفريد شماس بل وكانت إقامة مؤقتة للانتهاء من إعداد مراسم الزواج.

## تحضيرات الزفاف

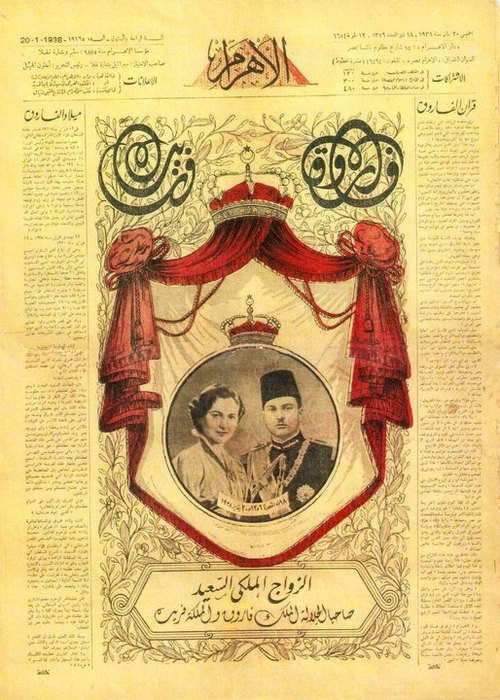
خبر الزواج الملكي في الصفحة الأولى لجريدة الأهرام

في يوم الخميس 20 يناير سنة 1938 ثم عقد القِران بقصر القبة. كان زواجهما عيدًا لكل فرد من أفراد الشعب والمساجد والكنائس والشوارع والميادين كانت تسبح في الترنيمات والأضواء وأصبحت ليالي القاهرة والمحافظات نهارًا ممتدًا بل إن نهر النيل كان يغمره ليل نهار في العوامات والذهبيات والقوارب والفنادق على شاطئ يغمره الضياء والزينات والاحتفالات من كل الطوائف. خرج الجميع ليظهر حبه وولاءه، حتى الشركات والمنازل فكل بيت مزيّن بالورود وعناقيد الكهرباء. استمرت الاحتفالات الرسمية ثلاثة أيام وثلاث ليالِ.

### فستان الزفاف
ارتديت فريدة فستانًا صنع خصيصًا في باريس من خيط فضية والدانتيلة الفرنسية الجميلة وبأكمام طويلة وذيل قصير صنعه أشهر محل أزياء بباريس في ذلك الوقت وهو محل ورث. وكذلك ارتديت ماثيو من قماش خفيف مفضض تكون منه الذيل الذي بلغ طوله 15 قدمًا ومغطى بالتل الخفيف.

## هدايا الزواج

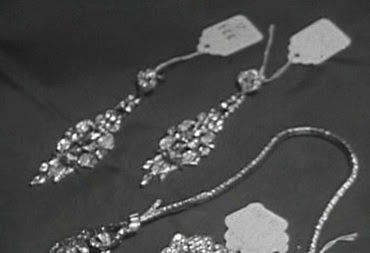
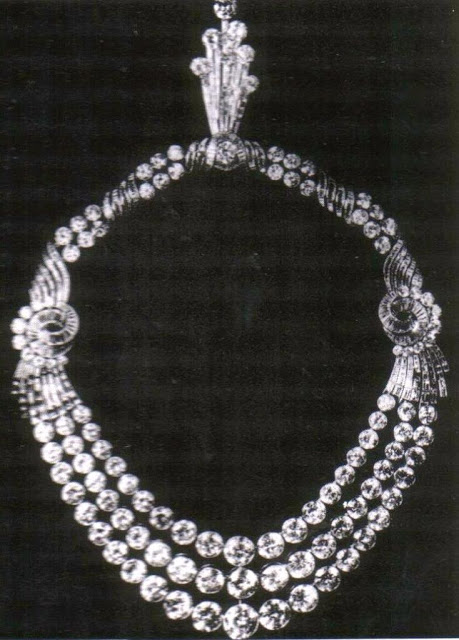
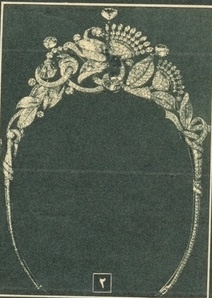
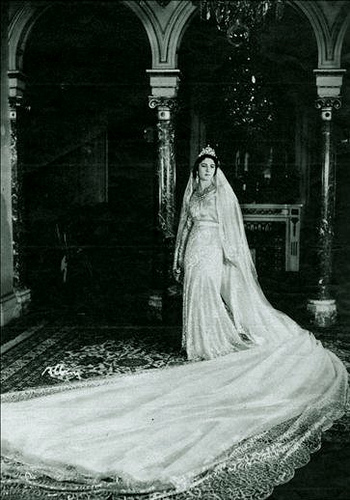
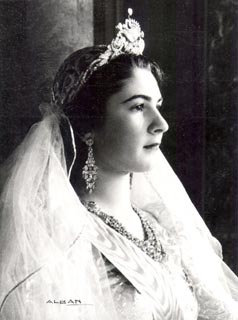

## فريدة في البلاط الملكي

### فاروق والمراغي وصراع مع الوفد
اقترح الأمير محمد على أن يقوم المراغي شيخ الأزهر في ذلك الوقت بعد أداء فاروق اليمين الدستورية أمام البرلمان في حفلة دينية تقام في القلعة. فتفجرت معركة بين الوفد الذي رفض هذا الاقتراح والأحزاب الأخرى والأزهر والذين يؤيدونه وعاشت فريدة هذه الأزمة التي تفجرت قبل زواجها. وبدأ الصراع عندما عمل الأزهر وعلى رأسه المراغي للترويج لفكرة التتويج الديني. وتطور الصراع بين الطرفين وخاضت الصحف في المشكلة وتأزمت الأمور بين فاروق والوزارة الوفدية برئاسة مصطفى النحاس، وأوعز النحاس إلى الجماهير بالخروج في مظاهرات تأييد من الوفديين ومظاهرات ضخمة من مجموع الأزهر والإخوان تهتف الله مع الملك. قالت فريدة:
| فريدة ملكة مصر القرينة | في هذا الجو.. كان زواجي لكن الشعب خرج بتلقائية كبيرة للالتفاف حول الملك وتأييده..وخرجت جميع طوائف الشعب تعلن تأييدها للملك ومؤازرتها له وتهتف بحياتنا. | فريدة ملكة مصر القرينة |

لكن في أواخر حكم فاروق امتنع الشيوخ والعلماء عن الدعاء للملك في خطبهم، بل ومهاجمته علنًا. تحول المراغي عن تأييد فاروق. يذكر أن فاروق ذهب فور علمه بوفاة المراغي إلى بيته وطلب من الحضور الموجودين مغادرة غرفته وانتزع مذكرات الشيخ التي أدان فيها تصرفات فاروق. ولم يجرؤ أن يقف أمامه أحد.

### علي ماهر ثعلب السياسة المصرية
تقول فريدة عن على ماهر:
| فريدة ملكة مصر القرينة | كان علي ماهر سياسيًا داهية وكان له تأثيره قويًا ومؤثرًا على فاروق. وعندما تزوجت فاروق كان علي ماهر رئيسًا للديوان وكانت شعبية فاروق في عنان السماء وأطلق عليه الملك المحبوب وكان علي ماهر معروفًا بعدائه التقليدي للوفد، وقد اعترض الوفد على تعيينه رئيسًا للديوان الملكي وكان علي ماهر يمتلك ثقافة قانونية. وحكمة سياسية كما كان مراوغًا كبيرًا، أطلقوا عليه الثعلب. وكان أستاذ فاروق سياسيًا، واستطاع أن يلعب دورًا هامًا ومؤثرًا في توجيه سياسة القصر وتعامله مع الأحزاب والسفير البريطاني، ونجح في أغلب المهمات وفي معظم الأحيان مما دعم ثقة الملك فيه وأصبح رئيسًا للوزراء عدة مرات. | فريدة ملكة مصر القرينة |

### فريدة وأحداث 4 فبراير 1942
عاصرت فريدة كزوجة حادث 4 فبراير 1942، قالت:
| فريدة ملكة مصر القرينة | إن الإنجليز أهانوا الملك- رمز مصر وقتها- وهذا ما إنزعجت له كثيرًا، بالرغم من علاقتي المتوترة جدًا مع الملك. لن أنسى منظر الدبابات البريطانية وهي تحاصر قصر عابدين، ولا أنسى كذلك كيف تعاطف الشعب المصري وجيشه مع الملك بعد هذا الحادث، لقد كانت فرصة ذهبية أمام الملك كي يجمع الشعب حوله لكنه للأسف لم يفعل. | فريدة ملكة مصر القرينة |

### حفلات الترفيه
بعد حادث 4 فبراير تبارى أمراء وأميرات عائلة محمد علي في إقامة السهرات والحفلات الماجنة لتخفيف وقع الصدمة عليه. وبالفعل قاموا بعمل جدول بهذه الحفلات الماجنة وحددوا مواعيدها واتفقوا على أن تكون حفلات جديدة في نوعها أما عن أماكن هذه الحفلات فقد كانت هناك حفلات الأميرة شويكار وحفلات في ركن فاروق بحلوان وحفلات أقيمت في المرج وأخرى في أنشاص وأقيمت حفلات أخرى داهل مختلف قصور الأمراء وسميت حفلات الترفيه عن الملك.

## فريدة وولي العهد

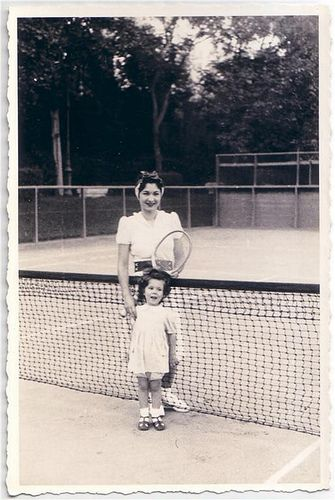
الملكة فريدة وابنتها فريال في ملعب تنس قصر القبة.

في 17 نوفمبر رزقهم الله بطفلة أسموها فريال تيمنًا باسم والدة الملك فؤاد. وكانت فريدة فرحة بها، لكن من كانوا حولها في القصر حولوا الفرحة إلى دموع. وحملوها مسؤلية أن تلد ولي العهد. تقول فريدة:
| فريدة ملكة مصر القرينة | وعقب كل ولادة كانت نازلي تقول لي أمام الأميرات والوصيفات بالقصر "أنا جبت لفؤاد ولي العهد، لما نشوف إمتى حتجيبي لفاروق ولي العهد" وكأن الأمر بيدي، ونسوا أن الأمر بيد الله سبحانه وتعالى. | فريدة ملكة مصر القرينة |

فقد كان كل من يأتي يطالبها بولي العهد ومن كان أكثر أدبًا يقول «إن شاء الله المرة الجاية تجيبي لنا ولي العهد». وأصبحت كل ولادة تشكّل لها همًا كبيرًا. وأحست إحساسًا فظيعًا عند ولادة فوزية في 7 أبريل سنة 1940 فقد كان الجميع يتوقع أن يكون ولدًا وليًا للعهد، لكن شاء الله أن تكون بنتًا. تقول فريدة عن ولادة فادية آخر بناتها:
| فريدة ملكة مصر القرينة | أمّا فادية فرزقني الله بها في 15 ديسمبر 1943 وكانت آخر ما رزقني الله وكانت أحب بناتي إلىَّ | فريدة ملكة مصر القرينة |

وقبل ولادة فادية كان ما بينها وبين فاروق قد انقطع وبدأت هوة الخلاف تتسع، وأصبحوا زوجين أسمًا وأصبحت بائسة من أن تلد وليًا للعهد. وأصبحت تراه في مناسبات مثل عيد ميلاد البنات، وكان فاروق دائم السهر خارج السهر وبدأ كل منهم يتجاهل الآخر، فراحت تعتني بتربية الأولاد.
| فريدة ملكة مصر القرينة | فاروق الزوج الحاضر إسمًا الغائب فعلًا | فريدة ملكة مصر القرينة |

وأخذن الأميرات يسألن عن والدهن ويستفسرن عن غيابه وكانت لا تجد جوابًا، وانعكس هذا على حالتها النفسية حتى أصبحت لا تغادر القصر وانقطعت عن الحياة الاجتماعية. وصارت الحفلات والمقابلات عبًئا نفسيًا حيث أن هذه الحفلات كانت مسرحًا وعروضًا وسوقًا للمتاجرة بالأعراض، حتى الحفلات الخيرية التي تقام من أجل الخير والبر كانت بعيدة كل البعد عن أهدافها السامية.

## الأميرة شويكار وحفلات مبرة محمد علي
لم تنسَ شويكار وهي زوجة الملك فؤاد السابقة أن فؤاد طلّقها ليتزوج من نازلي، وظلت كاتمة هذا الحقد الدفين وأرادت تنتقم من نازلي في ابنها فاروق فعملت على إفساده فبدأت تخطط لحفلات في القصر تحت مسمى خيري هو حفلات مبرة محمد علي، ولم تكن هذه الحفلات تمت إلى الخير بصلة حيث كانت الشر والفساد بعينه. وكانت هذه الحفلات معاول هدم لفاروق وتقويض لعرشه بأي ثمن، حتى أصبحت الحفلات الراقصة والماجنة حديث كل الأوساط في الداخل والخارج. وكان ما يقدم في هذه السهرات ما يسمى بفقرة استعراضية تظهر خلالها فتيات يلبسن غلالة من القماش الذي يظهر أكثر مما يخفي. وكانت شويكار تختار الفتيات الرشيقات طاغيات الجمال من المصريات والإيطاليات والتركيات واليونانيات لإغاظة فريدة، وتقدم الفتيات للملك ليختار فاروق من بينهم ما يشاء وكانوا ينزلن في قوارب في البحيرات الصناعية داخل القصر ثم ينزلن إلى الماء. وكانت الحفلات تقام بقصر محمد علي بشبرا. وكانت تلك الحفلات تقام باسم الخير ويخصص إيرادها للصرف على الأعمال الخيرية. تقول فريدة عن هذه الحفلات:
| فريدة ملكة مصر القرينة | قبل أن يستفحل الخلاف بيني وبين الملك كنت أذهب لأشاهد بروفات هذه الحفلات وكنت ألغي وأعدل في بعض الفقرات المبتذلة وكانت شويكار تنفذ وتعدل وتستجيب لما أقول, ولكنها بدأت تشكو لفاروق تدخلي في برنامج الحفلات وتتهمني بأنني غيورة وأقوم بإفساد الحفلات بتدخلي واستطاعت أن تأخذ من فاروق أمرًا ملكيًا بعدم عرض برامج الحفل كالمعتاد عليَّ. | فريدة ملكة مصر القرينة |

ووصل الموقف إلى حد أن أصدر فاروق أمرًأ ملكيًا بعدم حضوري بروفات الحفلات. وانتشرت أخبار هذه السهرات، بل وتناقلتها الصحف الأجنبية ولمحت لها بعض الصحف المصرية، وأصبحت أخبارها لا تقتصر على الخاصة، بل كانت حديث كل الناس حتى ضاق الشعب بهذا العبث والاستهتار.

## نساء الملك

### ليلان كوهين
رأى فاروق كاميليا أو ليلان كوهين لأول مرة في أوبرج الأهرام وأرسل ورائها كريم ثابت ليدعوها للقاء فاروق في جناحه بقصر عابدين، أعجب بها فاروق ولم يكن مهتمًا بما قيل أو يقال عن علاقته بتلك الفتاة اليهودية. وقام بولي بترتيب رحلة غرام لفاروق لتكون الرحلة كشهر عسل واختفى فاروق وظهر في قبرص جزيرة الحب كما تسميها كاميليا. وسافرت كاميليا إلى قبرص بالطائرة لتكون في انتظاره، وكان فاروق يقوم بهذه الرحلة تحت اسم مستعار فؤاد باشا المصري والتقى بكاميليا في أحد فنادق قبرص. وأذاعت وكالات الأنباء قصة لقاء فاروق بكاميليا ونشرته الصحف الأجنبية. تقول فريدة عن هذه الواقعة:
| فريدة ملكة مصر القرينة | ما أحزنني أن فاروق قد قام برحلة مفاجئة بغير علمي وبدون دعوتي حتى شكلًا لمصاحبته، وجاء عيد ميلادي بدون أن يصلني من فاروق برقية تهنئة أو حتى باقة زهور | فريدة ملكة مصر القرينة |

ولم يبالِ فاروق بكل ما أذيع حول هذا اللقاء واشترى لكاميليا فيللا في جبال رودس، ثم حضرت كاميليا بعد ذلك إلى القاهرة. وأخذ فاروق يتردد عليها في شاليه اختاره لها في مدينة الإسكندرية وأخذت كاميليا تتردد عليه بالقاهرة. ثم عمل الملك على ترتيب لقاء آخر لهما في أوروبا ووصل فاروق فعلًا إلى دوفيل بفرنسا ولكن القدر لم يسعدهما فقد تحطمت الطائرة التي كانت بها كاميليا واحترقت الطائرة.

### مطاردة بعد منتصف الليل
ليلى شرين طاغية الجمال التي لمحتها فريدة تتجول في الدور في نفس الجناح فأمرت وصيفتها بالجري وراءها في ممر الجناح والإمساك بها. وبالفعل استطاعت الوصيفة اللحاق بها وإمساكها وتسليمها إلى الملكة واعترفت ليلى شرين التركية الأصل بأنها ترددت على الملك عدة مرات، وأنها زوجة لمصري وأنها تحترف الرقص وتهوى التمثيل. وتم تحقيق رسمي لها داخل قسم عابدين. وفي تلك الليلة كان فاروق خارج القصر معزومًا في أوبرج الفيوم- واتهمت ليلى بأنها مختلة عقليًا بناء على قرار طبيب القصر ومن ذلك اليوم وفريدة تصر على الطلاق من فاروق لسوء سلوكه. عزلت فريدة نفسها ورفضت تلبية الدعوات واعتذرت عن كل الزيارات وحضور الاحتفالات حتى لو كانت رسمية. وكذلك ألغت كل مواعيدها السابقة وعاشت في عزلة لا تكلم أحدًا، ولا تزور أحدًا.

### الأمير وحيد يسري
وبعد حادثة ضبط ليلى شرين داخل القصر واعترافها بحضورها عدة مرات قبل ذلك وبمعرفتها الوثيقة بفاروق وأثبتت هذه العلاقة بوجود خاتم مُهدى من فاروق في أصبعها. وردًا على هذه الفضيحة أراد فاروق الانتقام من فريدة، واستغل زيارتها للأميرة سميحة حسين زوجة الأمير وحيد يسري، واتي كانت تجد لديها الحنان والعطف، فكانت تذهب لزيارتها بدون إخبار فاروق أو أحد من الحاشية وبدأ فاروق يرسل وراءها الأتباع والحراس لمراقبتها. اختلق قصة وادعى أنها على علاقة عاطفية بوحيد يسري. وذهب بنفسه لسميحة حسين وطلب منا الامتناع عن مقابلة فريدة وصارحها بشكوكه، فرفضت سميحة ذلك واستمرت في مقابلة الملكة والترحيب بها. لكن بعد ذلك وجدت فريدة أن سميحة لم تقابلها بالود المعهود. وجاءت هذه القصة على هوى الكثير من حاشية فاروق خصوصًا حاشية فاروق من الإيطاليين الذين كانوا يريدون التخلص منها لأنها أعلنت الحرب عليهم بمجرد أن علمت بأنهم يحثون فاروق على الفساد. وساعدتهم في ذلك نازلي فنشروا القصة واخترعوا الحكايات وأرسلوا الأعوان والخدم وراءها عسى أن يعثروا على دليل يدينها.

### ملكتان في القصر

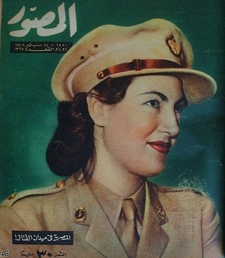
السيدة ناهد رشاد على غلاف مجلة المصور

شاءت الظروف أن تظهر في حياة فاروق امرأة أخرى، هي ناهد رشاد حرم يوسف رشاد طبيب فاروق الخاص. بدأت القصة عندما وقع حادث تصادم مع سيارة فاروق عند القاصيين، حيث حمل يوسف رشاد فاروق وذهب به إلى المستشفى وظل بجانبه طوال فترة علاجه ولازمه ملازمة الظل، فعينه فاروق طبيبًا خاصًا له، وكانت ناهد رشاد تحضر لزيارة يوسف وأعجب بها فاروق. فالتحقت بالقصر وصيفة للأميرة فوزية، واختار لها فاروق مكانًا قريبًا منه وأصبحت الملكة غير المتوجة نظرًا لتأثيرها الطاغي على فاروق. كانت بارعة الجمال، ممشوقة القوام، طويلة الشعر، جريئة متغطرسة وأصبحت تلازم فاروق في كل سهراته فقاطعت فريدة هذه السهرات، حيث كان يداعبها فاروق في حضورها وحضور زوجها. وزاد فاروق من تقريب ناهد إليه فأصبحت ترافقه حتى في زياراته الخارجية مما جعل حلم أن تصبح ملكة يراودها، فعملت على تسميم العلاقات بين فريدة وفاروق.

## كتيبة الفساد
قالت فريدة عن هؤلاء الإيطاليين:
| فريدة ملكة مصر القرينة | إذا كان هناك الكثيرون الذين عملوا وساعدوا على إفساد الملك فاروق فيأتي على رأسهم بولي ومجموعته من الإيطاليين جارو وبترو وفرفتش وغيرهم، وكان عددهم يوم أن تركت القصر يبلغ العشرين إيطاليًا شكلوا قاعدة الفساد أو كما كنت أسميها كتيبة الفساد بالقصر. ويلازمون فاروق في كل خطواته وفي كل أماكن اللهو والنوادي الليلية ابتداء من أوبرج الأهرام ونادي السيارات وحلمية بالاس وغيرها. | فريدة ملكة مصر القرينة |

### انطونيو بولي
كان في عام 1922 كهربائيًا بالقصر في عهد الملك فؤاد، وأخذ يتقرب لفاروق حتى أصبح مسؤلًا عن الشئون الخصوصية للملك وكاتم أسراره. حيث أصبح يقيم بجناح الملك بل صار يستحيل على أي فرد في القصر أن يدخل جناح الملك إلا بإذن من بولي، وصار ظلا للملك لا يفارقه. حاولت إنجلترا بواسطة سفيرها إبعاد بولي عن الملك وطرده من القصر فلم تفلح. وقد لعب بولي دورًا كبيرًا في صفقات فاروق وعملياته المالية المريبة واتهم في قضية الأسلحة الفاسدة ولكن فاروق أخرجه منها. وقد طالبت فريدة بطرد مجموعة الإيطاليين من القصر فمنح فاروق بولي رتبة البكوية، كما قام بمنحهم الجنسية المصرية عندما طالب الإنجليز بطردهم من مصر.

### حاكم القصر
كان محمد حسن نوبي الأصل، عمل ساعي في أحد المحلات التجارية ثم صار الخادم الخاص لفاروق وأصبح في يوم وليلة همزة الوصل بين الملك ورئيس ديوانه بل ورئيس الوزراء المصري، وأصبح لا يستطيع أحد الاتصال بالملك إلا عن طريقه. بل وصل الأمر أنه كان يرد بخطه على الأوراق، والمذكرات الرسمية.

### السائق الخاص
محمد حلمي حسين وهو السائق الخاص بفاروق وكان صولًا في الجيش، وعلَّم فاروق كيفية قيادة السيارات. رقاه فاروق من رتبة صول إلى رتبة العميد (رتبة الأميرالاي)، وأصبح مديرًا عامًا لإدارة السيارات الملكية، هذه كانت الوظيفة المعلنة، لكنه في الحقيقة كان ينافس بولي في صيد النساء لفاروق. ثم أنعم عليه فاروق برتبة البكوية.

### مداح الملك
قالت فريدة:
| فريدة ملكة مصر القرينة | عرف فاروق كريم ثابت عندما كنا في رحلة إلى أسوان عام 1942. كان دائم المديح لفاروق و توثقت علاقته بفاروق حتى عينه مستشارًا صحفيًا وإعلاميًا له في عام 1946 وبلغ تأثيره على فاروق لدرجة أن أصبح يلازمه ويجالسه في سهراته وجولاته | فريدة ملكة مصر القرينة |

لذلك أنعم عليه فاروق برتبة البكوية ثم الباشوية ثم وزيرًا للدولة في آخر عهد وزارة حسين سري.

### رئيس ديوان الملك
تقول فريدة:
| فريدة ملكة مصر القرينة | كان دبلوماسيًا رقيق الطبع، ويبدو مهذبًا، ناعم الكلام، هادئ فقد كان من أصحاب المدرسة الميكافيلية(الغاية تبرر الوسيلة). كان فاروق في أول عهده يطيعه طاعة عمياء، ويخافه، وكان شديد التأثير على فاروق وكذلك على السياسة المصرية. ولكن بعد ذلك ساءت الأحوال بينهما حتى أن فاروق لم يكن يطيق أن يسمع اسم أحمد حسنين. | فريدة ملكة مصر القرينة |

## فريدة والفساد
بدأت فريدة تحس بالشقاء، وعدم السعادة، وأنها أصبحت لا تستطيع أن تقف أمام فاروق ورغباته المنحرفة.

### تفتيش الفريدية
حاول فاروق أن يهدئ الموقف فأهدى فريدة عوامة مساحتها 2000 فدان وسميت العزبة باسم تفتيش الفريدية نسبة لفريدة بمحافظة الشرقية. ولأن فريدة معتزة بنفسها واثقة بآرائها مدركة لمسؤليتها، وعلى عكس ما توقع فاروق فقد أصبحت تتشدد أكثر ولم يكن كل ما قدمه وفعله فاروق ليعيد ثقتها فيه.

### قصر الطاهرة

بوابة قصر الطاهرة.

تبدأ قصة هذا القصر الكائن في منطقة الزيتون بالقاهرة عندما قدمه فاروق هدية لفريدة للسكوت عن فساده وعدم التعرض له وللحاشية وخاصة الإيطاليين. فقد ذهب فاروق بصحبة فريدة إلى سراي الكبرى وهي قطعة معمارية من الأرابيسك والقرمين القروزي تقع في حي القبة. وقد اقتنعت فريدة بالقصر وبأناقته والذي كان مزيجًا من الأثاث الفرنسي والتركي والإيراني وسقوف حجراته مزينة بلوحات من القرون الوسطى. وأعجبت به فريدة وأرغم فاروق ابن عمه الأمير محمد طاهر على عقد صفقة يتم بموجبها التنازل عن ملكية القصر مقابل أربعين ألف جنيه. وأطلق على القصر اسم الطاهرة وكتبه باسم فريدة تيمنًا وتعبيرًا عن حياتها الطاهرة النقية الشريفة.

## الطلاق

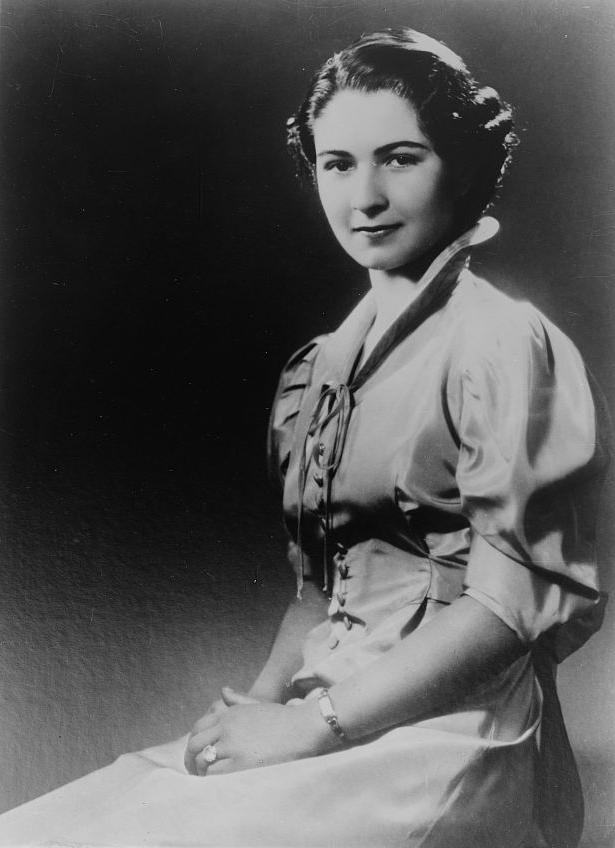
صورة فوتوغرافية بورتريه للملكة فريدة، زوجة الملك فاروق الأول وأولى ملكات مصر في العهد الملكي الحديث.

وجدت فريدة أنه أصبح مستحيلًأ أن تناقش وتجادل أن تغضب فلم يعد الغضب هو الحل بعد أن صارت الأمور إلى هذا الحد. فعندما فاتحت فاروق في طلب الطلاق قال لها أنها عصبية ومكتئبة ولا بد أن تسافر لتهدأ، فقالت له إنها في أحسن حالاتها وإنها اتخذت القرار بعد تفكير طويل.
| فريدة ملكة مصر القرينة | طلبت الطلاق لأني أحب فاروق | فريدة ملكة مصر القرينة |

اتخذت فريدة قرارها بعدم الظهور مع فاروق في أي مناسبة خاصة أو عامة، حتى يحس فاروق بعدم رضاها وسخطها على هذه التصرفات، وكان هذا الاعتذار إنذارًا عمليًا. موجهًا إلى فاروق لعله يرتدع، ولكن تيار الفساد كان أقوى. هذا الذي كان يرتعد من أستاذه المراغي شيخ الأزهر الذي كان معلمه وأستاذه، وكان يقبل يديه حتى هذه العلاقة أفسدوها وأوقعوا بينهما. واختار الملك وقتًا معينًا ليلبي طلب وإصرار فريدة على الطلاق. وقد كان الطلاق في نفس الوقت الذي تم فيه طلاق أخته فوزية من شاه إيران، وذلك خوفًا من رد الفعل لدى جماهير الشعب المصري. وخرجت المظاهرات تهتف بحياتها. واعتبر الشعب فريدة بطلة قومية لأنها قاومت فساد فاروق، وكانت أول من سلّط الضوء على هذا الفساد. وخرج الشعب يهتف حذاء فريدة فوق رأس فاروق ولا ملكة إلا فريدة وخرجت من بيت الدعارة إلى بيت الطهارة يا فريدة. وتم الطلاق يوم 17 نوفمبر سنة 1948 وقد صدر بلاغ رسمي من الديوان الملكي عند طلاق فاروق لفريدة، وطلاق شاه إيران لفوزية طلاقًا بائنًا وتم نشر الخبران متجاوران في يوم 19 نوفمبر 1948. ولقد بكى فاروق بعد أن وقع وثيقة الطلاق، ولكن إزاء إصرار فريدة على الطلاق ومقاطعتها الكاملة له، ولما انتهت مراسم الطلاق كان فاروق قد اختفى تمامًا وبعد عدة ساعات عثرت عليه شقيقاته في إحدى حجرات القصر وهو يبكي وينوح مثل طفل صغير. وانتقلت فريدة بعد الطلاق إلى بيت والدها واصطحبت معها أصغر بناتها فادية لحضانتها واشترط فاروق أن تعود فادية إليه في حالة زواج فريدة. وكان فاروق قد حاول أن يضغط على المراغي لكي يصدر فتوى ينص فيها على أن يحرم على فريدة أن تتزوج بعده. رفض المراغي أن يصدر الفتوى لمخالفتها للشريعة الإسلامية. كما حاول مرة أخرى مع المراغي بأن يصدر فتوى بأنه يمتنع على فريدة أن ترى بناتها فلم يخضع له المراغي. قالت فريدة تعليقًا على محاولات فاروق مع المراغي:
| فريدة ملكة مصر القرينة | إن الشيخ المراغي وقف معي أثناء محنة الطلاق، ولم يقبل ولم يخضع لكل الضغوط التي مارسها عليه فاروق، والغريب أن المراغي تعرض من جراء ذلك لغضب فاروق عليه وساءت العلاقات الودية بينهما..رحم الله الشيخ المراغي لقد كان رجلًا عظيمًا وشيخًا جليلًا وقف بجانبي في وقت تخلى عني الجميع | فريدة ملكة مصر القرينة |

وبعد الطلاق استردت فريدة اسم صافيناز. ولقد تلقى الناس الخبر بوجوم وحزن وغضب واستياء. وبذلك خسر فاروق الكثير بطلاقها إذ كانت تمثل رمز النقاء والشرف أمام المواطنين داخل القصور الملكية. ومنذ طلاقها أصبحت فريدة مثلًا عاليًا لبنات جنسها وللزوجات اللاتي يرفضن الحياة الناعمة. وأهداها فاروق قصرًا عند طلاقها لتعيش فيه بالقرب من الأهرام، كانت تجلس كل يوم في شرفة وأمامها نيل مصر والهرم.

## عروض الزواج بعد الطلاق
بعد الطلاق كان يتقدم إليها الكثيرون يطلبون يدها للزواج، ولكنها كانت ترفضهم واحدًا بعد الآخر. تقدم لها أمراء وشخصيات أخرى عظيمة مصرية وعربية وغيرهم رجال كثيرون من مصر ومن دول مختلفة فكانت تعتذر بلطف ومجاملة. تقول فريدة:
| فريدة ملكة مصر القرينة | لقد تزوجت الملك ولم أوفق، ومن تتزوج الملك من الصعب عليها أن تتزوج شخصًا آخر..هكذا كان قراري على الرغم من العروض الكثيرة والأموال الوفيرة والإغراءات الكبيرة | فريدة ملكة مصر القرينة |

وكانت تصاحب تلك العروض أحيانًا إلحاحات، مضايقات.

## الحظ يفارق فاروق بعد فراق فريدة
بعد طلاقهما توالت عليه الهزائم والمشاكل..ومن ذلك:
1. مظاهرات الطلبة والعمال، التي تشرف عليها اللجنة العليا للطلبة والعمال.
2. أحداث كوبري عباس ومقتل طلاب من الجامعة، دار العلوم.
3. اغتيال سليم باشا حكمدار العاصمة أي محافظ القاهرة، ومقتل النقراشي وأحمد ماهر واغتيال بعض القضاة ورجال المخابرات.[37]
4. تكوينه الحرس الحديدي للتجسس على الجيش، واغتيال الضباط الذين يرغب الملك في التخلص منهم، واصطفاؤه لقيادات مكروهة من الجيش.
5. خروجه عن روح الدستور، وإقالته لحكومة الأغلبية الممثلة في الوفد.
6. حادث القصاصين الذي كان بداية لعلاقة فاروق وناهد رشاد
7. اغتيال أمين عثمان.
8. حرب فلسطين وما التصق بها من فضائح الأسلحة الفاسدة وكيف وصلت به الحال إلى حد المؤامرة على جيشه، وهو يقوم بواجبه الوطني القومي في أرض فلسطين.
9. حريق القاهرة 26 يناير سنة 1952، الذي تتجه إليه فيه أصابع الاتهام وإقالته للمرة الثانية حكومة الوفد الممثل للأغلبية، فكان هذا الحدث الخطير غير المسؤل أكبر من أن يتحكم فيه.
10. توالي المجاعات، وازدياد حدة الفقر بين عامة الشعب.
11. ادعاء انتسابه إلى بيت النبوة، عن طريق أمه لأمور سياسية تتصل بأحلام لميزانية الأزهر المتواضعة المحدودة، لينفق على ملذاته.
12. تشكيل خلايا الثورة، وانتشارها في كل وحدات الجيش، وظهور بوادرها في الانتخابات التمهيدية لنادي الضباط، حيث أبعد مرشحه (حسن سري عامر قائد حرس الحدود، من الانتخابات التمهيدية، وهو الذي كان عميله الأول في صفقات الأسلحة الفاسدة، ثم نجاح مجمد نجيب مرشح الثورة.
13. قيام الثورة في منتصف ليلة 23 يوليو 1952 ونجاحها.
14. طرد فاروق منفيًا، وتولية ابنه أحمد فؤاد الثاني ملكًا تحت إشراف مجلس للوصاية.[38]
15. إعلان الجمهورية في 18 يونيو سنة 1953، فانقضى بذلك العهد الملكي، كان فاروق المعول الأول في تدمير بنيانه وهدم أركانه.[39]

## مكائد نازلي
كانت ترسل إليها طرودًا على شكل هدايا وعندما تفتحها تجد بداخلها ضفادع وعصافير مذبوحة، أو علب ملفوفة بشكل جميل من الخارج وعند فتحها تجد بداخلها لعبة من لعب الأطفال. أنهت نازلي الوفاق مع فريدة، وتصورت من خلال القصص والحكايات التي كانت تروى عنها داخل القصر أن فريدة وراء هذه الشائعات وأعلنت الحرب عليها.
أمّا فاروق فجعل نازلي تعيش معهم، تشاركهم حياتهم وتتدخل في أخص خصوصيات حياتهم. وكانت فريدة في زواجها سعيدة بوجود نازلي، تشكوا لها وتطلب نصائحها حتى انقلب الحال وبدأ هذا الصراع. حيث كانت في بعض الأحيان تقف معها ضد تصرفات فاروق. وفاروق كان ضعيفًا أمام رغبات أمه وجبروتها لا يستطيع أن يرد لها طلبًا وفي مساء ليلة الزواج أصدر فاروق أمرًا ملكيًا خاصًا بنازلي:
ونص الأمر الملكي على ما يلي:
كان صدور هذا القرار بهذه الصيغة قد أعلن وجود ملكتان رسميتان وليس ملكة سابقة وملكة لاحقة فاحتدم الصراع بينهما.

## فريدة وآرائها السياسية
كانت قارئة ممتازة ومستمعة جيدة تتابع كل المشاكل العالمية ولها آراء في الأحزاب، وأنها لا تعمل إلا لمصلحتها، ومصلحة قادتها، وإنه ليس لها دور وأن هذا هو حالها سواء أيام الملكية أو الجمهورية.
| فريدة ملكة مصر القرينة | أنا حزينة جدًا على حال الأحزاب السياسية في مصر، فهي أحزاب لا تعمل لصالح البلد أبدًا وليس لها برامج يمكن تنفيذها | فريدة ملكة مصر القرينة |

## بداية جديدة
حاول فاروق في هذه اللحظات الأخيرة أن ينقذ عرشه ويحتفظ لإبنه أحمد فؤاد ولي العهد كان طفلًا عمره عامان بالعرش، ولكن فاروق لم يكن قد ترك عرشًا يورث. تقول فريدة عن لحظة تنازل فاروق عن العرش:
| فريدة ملكة مصر القرينة | ولن أنسى هذه اللحظة يوم تنازل فاروق عن العرش، وخروجه من مصر..جلست أسمع ذلك من الراديو ساهمة من شرفة مسكني من قصر الهرم..رأيت أمامي الهرم وأبو الهول وأدركت لحظتها أن العروش والأفراد كلها زائلة وسيبقى الخالق وستبقى مصر والنيل. ونزلت إلى الشارع مسرعة ودخلت مكتبة واشتريت كتابًا باللغة الفرنسية عن الثورة الفرنسية ومجموعة أنابيب من الألوان ومجموعات فرشات وقلت لنفسي لأبدأ اليوم حياة جديدة ولكن هذه المرة مع الفن. وجدت نفسي أبكي لأني لم أتمكن من رؤية بناتي إلا بعد أن أبحرت الباخرة المحروسة في عرض البحر. | فريدة ملكة مصر القرينة |

سلّمت فريدة رجال الثورة كل مجوهراتها واحتفظت فقط بسلسلة صغيرة أهداها لها والدها وهي تلميذه عندما نجحت في المدرسة.

## رسالة الأميرة فريال للملكة فريدة قبل الرحيل

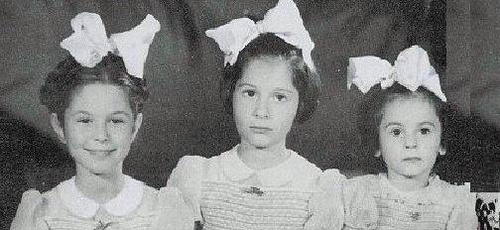
الأميرات الثلاثة فريال وفوزية وفادية

وقّع فاروق على وثيقة التنازل عن العرش فكان عليه أن يغادر البلاد قبل تمام الساعة السادسة من مساء نفس اليوم الأحد 26 يوليو ولم تستطع رؤية بناتها قبل سفرهن أو اللقاء بهن حيث لم يخبرها فاروق بموعد مغادرته لأرض الوطن ولكن وصلتها بعد الرحيل رسالة من كبرى بناتها فريال تقول فيها:
وكان فاروق في حالة عصبية بالرغم من أنه حاول التماسك أمام أسرته وحاشيته وعندما حضر إليه سليمان حافظ حاملًا وثيقة التنازل عن العرش حاول أن يضيف بعض الكلمات ولكن سليمان حافظ أفهمه بأن هذا يتجاوز دوره، وأنه حضر لمجرد أن يحمل الوثيقة بصورتها النهائية ولا يملك أحد التغيير فيها وقد وضعت وثيقة التنازل في صورة أمر ملكي. ومما يعكس الحالة النفسية السيئة التي وصل إليها فاروق، إنه وقَّع ولكن جاء توقيعه مرتعشًا فأصر على التوقيع أعلى الوثيقة مرة ثانية وقال تعليقًا على ذلك لسليمان حافظ:
| فريدة ملكة مصر القرينة | لعلك تقدر الظروف وتلتمس لي العذر في أن التوقيع لم يكن كما أود، سأوقع مرة أخرى؟ | فريدة ملكة مصر القرينة |

## منزل متواضع
عاشت فريدة بعد الطلاق فترة في قصر الهرم، ثم صودر هذا القصر فكانت تتنقل بين الأقارب والأصدقاء. لقد كانت شقة فريدة بالمعادي صغيرة مكونة من صالة وغرفتين يتحرك الإنسان بداخلها بصعوبة بالغة واحتراس شديد حتى لا يصطدم بالأشياء. وكان هذا يسبب لفريدة ضيقًا شديدًا وكانت في أغلب الأحيان مستاءة ولديها إحساس بالضيق والعصبية وتحمل عبئًا نفسيًا شديدًا. لذلك كانت تذهب إلى هضبة المقطم ثلاث أو أربع مرات في الأسبوع لتستنشق الهواء وتحس بالراحة ورحابة المكان.
| فريدة ملكة مصر القرينة | هضبة المقطم هي شقتي الواسعة..لقد ضاعت شقة النيل الواسعة التي وعدني بها الرئيس السادات وأجد في هذا المكان الذي أحضر إليه كثيرًا الهواء المنعش ورحابة المكان والنجوم واضحة لامعة في السماء وضوء القمر يعكس الهدوء والطمأنينة داخل نفسي وأعود لشقتي الصغيرة بالمعادي لأنام وأبدأ في الفجر عملًا جديدًا | فريدة ملكة مصر القرينة |

كانت تسكن في عمارة متوسطة الارتفاع في المعادي، صالة الشقة متوسطة المساحة، عند مدخل الباب برفان خشبي بني اللون، وتستقبل ضيوفها في هذه الصالة، في باقي الشقة مائدة طعام صغيرة يجاورها المكتبة وبعض اللوحات من رسمها. على منضدة صغيرة صورة لفريدة وبناتها، وفي نفس الإطار صورة لفريدة مع زوجها الملك فاروق. ضوء أباجورة صغيرة مسلط على الصورة، وفي جزء آخر من المنضدة صورة للأميرات فريال وفوزية وفادية مع والدهم الملك فاروق.

## ملكة وثلاثة رؤساء
وبقيام الثورة زال حاجز الخوف وبدأ الناس يعبرون عن مشاعرهم وحبهم لها، وذلك عندما يلمحوها في أي مكان أو حتى في الشارع، وكانت مجلة المصور أكثر تعبيرًا عن هذا الحب الشعبي عندما وضعت صورتها على الغلاف بعد قيام الثورة بعدة أسابيع قليلة في شهر أغسطس 1952 على ما اعتقد وأطلقت عليها حبيبة الشعب. تقول فريدة:
| فريدة ملكة مصر القرينة | بل أني استرددت أيضًا لقب الملكة بعد قيام الثورة وبعد إلغاء كل الألقاب وبعد أن سقط التاج. كذلك على الرغم من أن لجنة المصادرة صادرت قصري الذي أهداه لي فاروق، لم أطالب باسترداده بعد ذلك إلا أنه ما من مرة أطلب شيئًا إلا ويحققه لي قادة الثورة | فريدة ملكة مصر القرينة |

### فريدة والرئيس عبد الناصر
بعد الثورة بسنوات طلبت أن يُسمح لي بالسفر إلى بيروت، ووافق على سفرها وقال لماذا تحتجزونها في مصر اتركوها تسافر متى تشاء وإلى أي مكان تشاء. فسافرت في عام 1963 إلى بيروت وكان قراره أن تسافر وتعود إلى مصر في أي وقت تشاء. ثم عندما مات فاروق في إيطاليا، ظلت عشرة أيام في اتصال دائم بالقاهرة وعندما علم عبد الناصر برغبتها في أن يدفن فاروق في مصر وافق على ذلك بل وأرسل طائرة خاصة نقلت جثمانه من روما إلى القاهرة، وأقلِتهم الطائرة هي وبناتها وشقيقاته والأمير أحمد فؤاد ووصلت الطائرة إلى مطار القاهرة الدولي في منتصف الليل يوم 27 مارس سنة 1965. وتم دفن فاروق ليلًا قبيل الفجر وهذه كانت بعض الشروط التي تم الموافقة عليها بموجبها على دفنه بمصر، وهي أن يتم الدفن بدون جنازة عامة، وأن يقتصر حضور الجنازة على بناته وابنه وشقيقاته وأزواجهن، وأن يتم الدفن ليلًا وبدون أي مراسم.
| فريدة ملكة مصر القرينة | وجدت نفسي أبكي وحدي على فاروق وتذكرت كل الأيام الجميلة والقليلة التي عشتها معه وسامحت فاروق على كل أفعاله. وقرأت الفاتحة على روح فاروق، وسامحته، وسألت الله أن يغفر له، وجففت الدموعي وطرت عائدة إلى بيروت | فريدة ملكة مصر القرينة |

وعندما علمت بوفاة فاروق طارت إلى إيطاليا في يوم 17 مارس عام 1965، وقد حدثت الوفاة عندما كان يتناول طعام العشاء في مطعم دي فرانس في قاعة سانت تروبيز بروما، عندما شعر فاروق بتعب وإرهاق ثم أغمي عليه فجأة وبذلت عدة محاولات لإنقاذه. وقام الدكتور نقولا ماسا ببذل جهود كبيرة لإنعاش القلب وتدليكه وصاحبه في السيارة التي نقلته إلى المستشفى ولكن أخذ قلبه يهبط ثم يتذبذب ثم توقف القلب تمامًا في الواحدة والنصف. وكان فاروق يبلغ من العمر عند وفاته الخامسة والأربعين من عمره ثم حفظ جثمانه بثلاجة المستشفى وفي 20 مارس سنة 1965. تم نقل جثمانه إلى أحد الكنائس في جنازة بسيطة ملفوفًا بعلم مصر القديم وحضرها نجله الأمير أحمد فؤاد والأميرات فريال، فوزية، فادية وشقيقته فوزية وفايزة. وقرأت على روحه فاتحة القرآن الكريم وبعض سور صغيرة من القرآن وذلك طبقًا للتقاليد الإسلامية. وبعد عشرة أيام تم نقل الجثمان إلى القاهرة في 27 مارس 1965 في منتصف الليل.

### فريدة والرئيس السادات
عندما استقرت في باريس بدأت الضرائب الباهظة على شقتها التي أهداها لها شاه إيران وتحتاج إلى جيش من الخدم وإلى تكاليف كبيرة. فقررت بيعها، واستأجرت استوديو صغير وتزيد من إنتاج لوحاتها. وكان الإستديو في الحي 16 في باريس، كانت تعتبره أتيليه ترسم فيه وفي آخر الليل تجد فيه مكانًا لتنام بضع ساعات. وجاءت فكرة أن تقيم معرضًا في باريس، كان المعرض حيث تعيش. وفي وسط هذا تلقيت دعوة للعشاء من السفارة المصرية بباريس بمناسبة زيارة الرئيس السادات. داخل السفارة استقبلت بترحاب كبير ولم تكن المرة الأولى التي تتلقى دعوة من السفارة. قابلت فريدة السادات في السفارة المصرية بباريس، ورحّب بها ودعاها إلى العودة إلى مصر والإقامة فيها. ونادى على السيدة جيهان وقال بصوت عال:
| فريدة ملكة مصر القرينة | الملكة فريدة ولا يعرف أحد تاريخها مثلي، فدورها الوطني الرائع يذكره لها التاريخ | فريدة ملكة مصر القرينة |

ورحبت بها السيدة جيهان ترحيبًا كبيرًا وأضاف السادات موجهًا قوله لها
| فريدة ملكة مصر القرينة | ألم يحن الوقت أن تحضري وتستقري في مصر الذي أحببته وأحبك..وشدَّ على يدها، وقال أنا منتظرك في مصر وسأراك المرة القادمة بالقاهرة | فريدة ملكة مصر القرينة |

تقول فريدة:
| فريدة ملكة مصر القرينة | كانت سعادتي الغامرة بأنه دعاني للحضور إلى مصر..والاستقرار فيها.. فسعادتي لا توصف وأحسست كأني فتاة صغيرة عاشت تائهة في عواصم العالم وآن لها أن تعود إلى بيتها. حزمت حقيبتي وطرت إلى القاهرة، وفي القاهرة لقيت ترحيبًا كبيرًا من أصدقاء قدماء. واتصل نجل أحد صديقاتي المهندس أحمد حمدي بمكتب السادات لتحديد موعد لزيارة الرئيس وأسرته وإخباره بوصولي. | فريدة ملكة مصر القرينة |

كما استقبلها في بيته بالجيزة عند حضورها إلى مصر، وكان مجاملًا لها هو وأسرته. كان الموعد ظهرًا استقبلت من الحراسة والسكرتارية بكل ترحيب. وأخذ السادات يثني عليها وعلى دورها الوطني منذ زواجها من فاروق، وأنها كانت عامل من عوامل التي ساعدت على فضح فساد الحاشية. وأخذت هي تشرح له اهتمامها بالفن، وعن معارفها في باريس، وعن حياتها في فرنسا. وطلب منها أن تطلب ما تريد وسيحققه لها فورًا، فشكرته وشكرت السيدة جيهان وأسرته على احتفائهم بها. فقالت:
| فريدة ملكة مصر القرينة | إني شاكرة دعوتك لي للاستقرار والعودة إلى مصر بصفة دائمة..وهذا يسعدني جدًا..وكل ما أريده هو شقة أعيش فيها..لأن القصر الذي أهداه لي فاروق عند طلاقي منه صادرته الدولة على الرغم من أني كنت خارج مصر ولا ينطبق عليه قرار المصادرة. | فريدة ملكة مصر القرينة |

وردَّ السادات أنه يريد أن تختار مكانًا آخر لإقامتها، فشكرته مرة أخرى وقالت أنها لا تريد قصرها المصادر ولا تريد قصرًا آخر ولا حتى فيللًا وأن كل ما تريده هو شقة تطل على النيل. وقال السادات:
| فريدة ملكة مصر القرينة | هذا طلب متواضع..وهو أقل ما يجب.. وسأحقق رغبتك فورًا والآن | فريدة ملكة مصر القرينة |

وطلب من مدير مكتبه فوزي عبد الحافظ أن يقوم بهذه المهمة وكذلك تأثيث هذه الشقة فورًا. ووجه كلامه للسيدة جيهان، فقال لها أنها المسؤولة عن تحقيق رغبة الملكة فريدة، ومتابعة هذا حتى تستقر الملكة فريدة في شقتها على النيل بأسرع ما يمكن. وقال موجهًا كلامه لفريدة أن تعتبر جيهان أختًا لها في مصر.
ثم بعد ذلك اتصل بها مكتب السادات فذهبت لترى الشقق التي اختاروها لها، كانت تطل كلها على النيل فقالت لهم إن الشقة جميلة، واشكروا لي السيد الرئيس. ولكن عندما اتصلت بعد ذلك بالسيدة جيهان السادات أخبرتها بلطف بأن هناك بعض العقبات وقفت دون تخصيص الشقة لها.

### فريدة والرئيس مبارك
قرّر لها معاشًا أربعمائة جنيه مصري، وكذلك أمر بشراء شقة لها في المعادي التي تسكن فيها الآن، وقد أمر لها بجواز سفر دبلوماسي. أمّا السيدة سوزان مبارك فقد زارتها عند مرضها، وكانت دائمة السؤال عنها. وكانت تعالج على نفقة الدولة.

## بيروت
كان ذلك في عام 1963 بعد قيام الثورة بعشر سنوات، اختارت فريدة لبنان لتكون إحدى المحطات التي تقيم فيها وتمنّت أن تكون بيروت ملاذًا وملجًأ لها واستراحة تنشد فيها الراحة والأمان. ولقربها من الأحداث والصراع الذي كان دائرًا في مصر وبعد أن سمح لها الرئيس عبد الناصر بالسفر. وكانت ترسم لوحات وتعرضها على أصدقائها ومعارفها. تقول:
| فريدة ملكة مصر القرينة | كانوا يعجبون برسمي وشجعوني على الاستمرار فبدأت فرشاتي تسرع في التطور.. فقد كانت بيروت محطو راحة مما صادفني من تعب وإرهاق | فريدة ملكة مصر القرينة |

كانت لها في بيروت شقة واسعة في حي الروشة الشهير. كانت تسكن في بناية آل ثان الشهيرة. كانت الشقة تطل على البحر وعربة وسائق في انتظارها ودعوات زيارات بعضها تلبيها وأخرى تعتذر عنها. وفي لبنان التفّ حولها الكثير من الأصدقاء والكثيرون عرضوا عليها الزواج. تحكي الملكة عن صباح اليوم الذي حاولت فيه الانتحار:
| فريدة ملكة مصر القرينة | وجدت نفسي أنزل مسرعة فجأة وأقول لسائقي إلى السفارة السعودية..وصلت السفارة، واستقبلني السفير السعودي بترحاب شديد. وأخبرته بعزمي على زيارة المملكة السعودية لأداء فريضة العمرة وأن يستأذن لي. واتصل بي السفير بعد عدة أيام، وقد قام بعمل إجراءات وترتيبات الزيارة وأخبرني بترحيب قرينة الملك فيصل الملكة عفت بزيارتي للملكة..وحزمت حقيبتي وتركت بيروت | فريدة ملكة مصر القرينة |

## البحرين
عندما كانت الملكة فريدة في صالون كبار الزوار بمطار المنامة في يوم 19 أكتوبر 1986 تلبية لدعوة من حكومة البحرين، وعندما خرجت من المطار وجدت عدد من العربات تحمل لوحاتها (القصر الأميري)، وكان هناك صحفيين ورجال إذاعة وتليفزيون وعربات موكب ضخم فخم مهيب. وحينئذ قالت :
| فريدة ملكة مصر القرينة | هذا أول موكب لي بعد طلاقي من الملك فاروق موكب ملكي لم أستقبل مثله منذ أكثر من 18 عاما. أحس أنني اليوم ما زلت ملكة. أنا ملكة بلا تاج. | فريدة ملكة مصر القرينة |

كانت هناك كثيرا ما تترك الفندق وتتجول في السوق، وتقوم بشراء بعض من احتياجاتها. فقد كانت معلوماتها كثيرة ومتشعبة وثقافتها كبيرة في مختلف أنواع العلوم والمعرفة. وكان اختيارها وذوقها لا يمكن أن يضاهيه أي إنسان آخر. والدليل على ذلك أنه أثناء زيارتها لبعض المصانع الصغيرة التي تصنع النسيج اليدوي قامت باختيار بعض الأقمشة ذات ألوان جميلة، مما جعل صاحب المصنع يقول: سأطلق من اليوم على هذه الألوان والأقمشة اسم الملكة فريدة.

## في ضيافة الملك فيصل
نزلت فريدة على الملك فيصل وعفت قرينته وذهبت لأداء العمرة. تقول:
| فريدة ملكة مصر القرينة | إن زيارتي للسعودية قد أعادت لي التوازن النفسي، واستطعت أن أسترد إيماني بالله، إنها من أحسن لحظات العمر | فريدة ملكة مصر القرينة |

استضافوها في قصر الضيافة ووضعوا تحت أمرها عربة خاصة لتنقلاتها، وكانت طيلة وجودها بالمملكة محل عناية ورعاية الأسرة المالكة والملكة عفت. ولفريدة ذكريات عديدة حدثت لها أثناء زيارتها للسعودية فقد تصادف أثناء وجودها هناك إقامة حفل زفاف في الأسرة المالكة بالسعودية وهو زواج نجل الأمير عبد الله ودعيت لحضور حفلة الزفاف ولكنها اعتذرت حيث إنها لم تكن مستعدة لذلك فقد جاءت بملابس العمرة وليس لديها ملابس للسهرة فأهدتها الملكة عفت بعض أقمشة السهرة وأحضرت خياطتها الخاصة، ووضعتها تحت تصرف الملكة فريدة. فاستطاعت بذلك أن تحضر كل الحفلات التي أقيمت بهذه المناسبة. وكانت الملكة عفت دائمة السؤال عن فريدة سواء في مصر أو خارج مصر. وتقابلها كثيرًا في أوروبا وخاصة فرنسا وهو المكان الذي اختارته الملكة فريدة لإقامتها بعد سفرها من مصر. بل وقرر لها الملك فيصل معاشًا خاصًا وبعد ذلك سافرت إلى سويسرا حيث بناتها الأميرات.

## سويسرا ولقاء بناتها الأميرات
قد أحست فريدة عند مقابلتها لبناتها الأميرات بفتور اللقاء، استطاع فاروق أن يؤثر عليهن حتى ضمن ميولهن إليه ومشاعرهن، وقد ساعد ذلك بُعد أمهن عنهن. كما كانوا يحملن والدتهن مسؤلية ما حدث نتيجة إصرارها على الطلاق من أبيهن. الأميرة فوزية تمتلك هي وزوجها مطعم في سويسرا يعملان فيه بنفسهما. والأميرة فريال تعمل مدرّسة للغة الفرنسية في إحدى المدارس السويسرية وتحمل عبء العطف والعناية بأخواتها وكذلك في تربية أخيها غير الشقيق أحمد فؤاد. لقد كانت الأم البديلة لهم ورفضت الزواج عدة مرات للتفريغ لتربية أخيها حتى أصبح شابًا يعتمد على نفسه والأميرة فادية تعمل في أحد إسطبلات تربية الخيول في سويسرا مع زوجها الروسي الذي يمتلك بعضها.

## أحمد فؤاد الولد الذي لم تلده
| فريدة ملكة مصر القرينة | على الرغم من أن الله لم يرزقن بالولد. فإني اعتبر أحمد فؤاد ابني الذي لم ألده | فريدة ملكة مصر القرينة |

كانت تعتبره ابنها على الرغم من أن والدته هي ناريمان ضرتها وكانت دائما ما تزوره في باريس ويصحبها طوال فترة تواجدها في العاصمة الفرنسية ويضع نفسه وسيارته في خدمتها وكان يدعوها على الغداء والعشاء وكانت علاقتهما ودية جدًا وكان يشكو لها كثيرًا من الصحافة والإعلام الذي يشهر بوالده. وكتبت مرة إحدى الصحف أن الملك فاروق كان يأكل مثل الخنزير وكان أولاد أحمد فؤاد في غاية الحزن لأن زملاءهم في المدارس يتندرون على جدهم. وكانت فريدة تحزن للغاية مثل أحمد فؤاد من مثل هذه القصص. وكانت علاقة فريدة بأحمد فؤاد علاقة أم بابنها.

## اللقاء الأول والأخير مع الملكة ناريمان
عندما عادت فريدة إلى مصر، صممت أن تعد أول معرض للوحاتها على أرض الوطن واختارت فندق المريديان لأنه يطل على النيل وليكون مقرًا لمعرضها الأول في مصر. ولاقى المعرض نجاحًا فاق الوصف وشاهده حشدًا كبيرًا من المسؤلين والوزراء ورجال الإعلام والشعراء والعرب والأجانب والكل يشيد بجدها ولوحاتها وطريقتها الجديدة المستحدثة في الإضاءة الخاصة للوحات. ووسط كل ذلك فوجئت بحضور الملكة ناريمان لتقدم لها التهنئة بمعرضها الأول. ضمتها بالأحضان وأخذت تسألها بلهفة عن أخبار مرضها وأحوالها الشخصية. تقول فريدة:
| فريدة ملكة مصر القرينة | عندما رأيت ناريمان عادت الذاكرة سريعًا إلى السنوات الصعبة التي مرّت علينا معًا | فريدة ملكة مصر القرينة |

## ميلادها الفني
تقول فريدة أن الرسم والموسيقى آخر ما تبقى لها في هذه الحياة،
| فريدة ملكة مصر القرينة | أنا أعيش صديقة لهواياتي، وأستعيد معها ذكرياتي، وأتغلب بهما على ما يقابلني في حياتي من عقبات. وكما قلت لقد أنقذني حبي للفن من الجنون!! | فريدة ملكة مصر القرينة |

نشأت الملكة فريدة في بيئة فنية، حيث أنها تأثرت بخالها الفنان محمود سعيد، فمنذ أن كانت طفلة كانت تراقبه وتشاهده وهو يرسم، ولذلك نشأ حبها للفن. بالإضافة إلى أن الملكة فريدة ولدت وعاشت فترة شبابها قبل الزواج بالملك فاروق بمدينة الإسكندرية وهي مدينة ساحلية جميلة ذات طابع أوروبي وتمتاز بالهدوء ومياهها الزرقاء وسمائها الصافية وعند المساء تتلألئ أضواؤها الساحلية على شاطئ البحر مما يضفي جوا من الشاعرية والجمال الرومانسي المبدع من خلال انعكاسات هذه الأجواء الساحلية وأيضا أثناء غروب الشمس عندما يتوارى قرص الشمس الذهبي الملتهب داخل مياه البحر الزرقاء. كل هذه المتناقضات أوحت للملكة فريدة بفكرة تغيير الإضاءة على اللوحات لأن تغيير الإضاءة يعطي إحساسا جديدا ومختلفا في كل مرة عن الأخرى. فعندما تنظر إلى البحر عند شروق الشمس وتقف في المكان نفسه عند الغروب، أو عندما يحل الظلام يكون الإحساس مختلفا تماما تبعا لإنعكاسات الإضاءة.

بدأت الملكة فريدة مشوارها الفني بوضع الإضاءة المتغيرة بواسطة (التايمر) فكان هناك نوعان من الإضاءة بكل لوحة إضاءة ثابتة وأخرى متغيرة ما بين الفجر والظهر والغروب.
وطالما كانت الملكة فريدة تقف فترات ليست بالقصيرة أمام كل لوحة لتحديد هذه النقطة التي لم تكن شيئا سهلا أو عفويا، وكانت المؤثرات التي مرّت على الملكة فريدة وشدة حساسيتها قد أثرت على شخصية الفنانة التي بداخلها فعملت على مزج حساسيتها الفنية ومعاناتها في الحياة وتأثرها بالأجواء الفنية المختلفة.

## عوامل وأشخاص أثروا على أعمالها الفنية

### محطة المعماري حسن فتحي
كانت فريدة تعشق التراث القديم مع متابعتها لحركة الفن التشكيلي الحديث وتطورات الفن المعماري في هذا المجال قالت:
| فريدة ملكة مصر القرينة | إن الفنان المصري المهندس حسن فتحي ثروة قومية كبيرة لمصر بل وللعرب وأن يتواجد مهندس مصري عربي بهذا الفهم وبهذا الإدراك للتراث ولفلسفة العمارة وربطها بالبيئة فعلينا أن نستفيد من أعماله العظيمة لما لمدرسته من تمييز وأستطيع أن أقول عنه أنه من عمداء الفن المعماري على مستوى العالم. | فريدة ملكة مصر القرينة |

### محطة محمود سعيد
هو خالها ومن علمها الرسم ودائمًا ما كان ينصحها بأن تضع كل أحاسيسها في الرسم وأن ترسم كل ما يخطر لها من ذاكرتها. وتقول عنه:
| فريدة ملكة مصر القرينة | مع حبي لخالي محمود سعيد حاولت بكل جهدي أن أبتعد عن أسلوبه وأن يكون لي أسلوبي، والحمد لله فقد نجحت في ذلك وجعلت لنفسي أسلوبًا خاصًا يجمع بين اللون والإضاءة حيث إن الإضاءة أصبحت جزءًا من لوحاتي، ولكن الذي أخذته عن خالي هو أن عكست لوحاتي شكل الحياة المصرية، ولكن عن طريق الإضاءة ممكن أن ترى للوحة الواحدة عدة أشكال عند الفجر أو الشروق أو في الظهيرة أو عند الغروب | فريدة ملكة مصر القرينة |

### محطة فرنسا
لقد كانت فرنسا هي العاصمة التي أعلن فيها ميلادها الفني حيث احترفت الرسم وكانت سعيدة بالنجاح الذي لقيه معرضها الأول في باريس. فباريس عاصمة الفن والثقافة وكانت تنزل يوميًا لتشتري الكتب وأدوات الرسم الجديدة أو كما تسميه بتكنولوجيا الفن التشكيلي. بدأت تثبت أقدامها في الفن وبدأت تتعرف على المدارس الفنية والألوان والأحبار ومسطحات اللوحات ومواد الرسم، وكل جديد في عالم الفن التشكيلي. كونت رؤية فنية جديدة تعبر عن أسلوب فني جديد يتمثل في امتزاج الرومانسية مع الوصفية بل المكان مع الزمان. وكانت تقول: 
| فريدة ملكة مصر القرينة | أنا عايزة الناس تحس أنا عايزة أقول ايه | فريدة ملكة مصر القرينة |

 ونلاحظ في معرضها الذي أقيم في البحرين أنها قد زادت في الفترة الأخيرة من وضع الألوان الصريحة المعبرة لأنها تريد أن تقول الحقيقة والواقع مباشرة، ومثال على ذلك لوحة البهلوان فقد أطلقت عليها اسم الحياة، وهو يظهر بألوان ملابسه الزاهية وحركاته المعهودة، ولكننا نجد نظرة حزن وألم رغم مظهره المضحك، وهي تريد أن تقول للناس هذه هي الحياة بما فيها من مظاهر ليست حقيقية. بدأت تكاليف المعيشة ترتفع وأصبحت تنفق كثيرًا على شراء الأدوات الفنية، وكانت هناك ضرائب كبيرة فرضتها الحكومة الفرنسية على أصحاب العقارات والشقق لذا قررت التخلص من الشقة التي أهداها لها شاه إيران. وبدأت الاستعداد لعمل أول معرض في باريس. في عام 1970 درست تاريخ الفن في فرنسا في مدرسة اللوفر والليثوجراف في أتيليه مورلوت الشهير بتولوزلوتريك. ودرست فن الحفر على المعدن في أتيليه ريجال. بدأت تستعمل مواد وعناصر جديدة لم تكن معروفة، وخاصة الإضاءة ولم تكن متأكدة أن هذا الاتجاه سيجد قبولا. حضر المعرض نجاحًا منقطع النظير فقد حضره الكثير من الكتاب وأصحاب المدارس الفنية. واستقبلها النقاد العالميون بترحاب.

## حياتها كملكة لمصر
ومن خلال حياتها كملكة لمصر ومعايشتها لحياة القصور وأجواء الملوك والأمراء كان له تأثيرًا على بعض هذه اللوحات التي تمزج بين شموخ وكبرياء الملكة ورقة وإحساس الفنانة في ولوحات حاذقة تعبّر تعبيرا صادقا يحسه كل إنسان كأنه هو الذي رسمها بنفسه.

## كيف تستلهم لوحاتها
كانت الملكة فريدة تبدأ اللوحة بدون فكرة محددة ثم بعد أن تنساب الألوان وتتوقف تكون اللوحة، وأحيانًا يتحرك اللون لينساب عشوائيًا على اللوحة فهي لا تعد اسكتشا معينًا أو ترسم تحديد اللوحة قبل أن تبدأ فيها ولكنها كما قالت : تبدأ اللوحة، ومن الألوان والظلال تكوّن التكوينات المختلفة للوحة وكان لديها قدرة كبيرة على توظيف الألوان.
وكانت الملكة فريدة تعتز بلوحاتها، ففي البحرين رفضت بيع لوحة. وقالت أن هذه اللوحة تمثل الأمة العربية، لها إمكانيات كبيرة ولكن لا تستغلها الاستغلال الأمثل فهي إذا استيقظت تستطيع أن تفعل الكثير. وقد سمت هذه اللوحة المارد العربي معلقة عليها:
| فريدة ملكة مصر القرينة | إنه المارد العربي الذي يأمل أن ينهض يوما ما.. يحتضن كل الأمة العربية ويبعث فيها الحياة لتنتج.. وتبني مستقبلا زاخرا لأبنائها.. ولتشرق على ربوع أمتنا شمس الحضارة والنهضة من جديد لتعيد لها تاريخها القديم.. وتمسك بدورة الحضارة لتصنع نهضتنا ولتعيد الحياة على أرضها بالعدل والحق والحرية لكل أبنائها. | فريدة ملكة مصر القرينة |

## لوحاتها الفنية

### عدم وجود الريف بنسبة كبيرة في لوحاتها في معرض 1985
تفسر ذلك أن الريف قد تغير فمكان الزروع مباني كثيرة حتى الفلاحة البسيطة التي تصحو مبكرًا لكي تصنع العيش وتربي الطيور، وتذهب إلى الأرض مع زوجها لتساعده، لقد باتت تنتظر الطيور واللحوم القادمة من العواصم وتباع في المجمعات وتنتظر العيش الآلي وتساعد زوجها على ترك الأرض لكي يجلب النقود الكثيرة من أماكن أخرى أو تساعده على أن يجرف أرضه ويبني ويعيش في المدن.

### نهر النيل
كانت تحب نهر للنيل، وكانت تتذكر الحياة على ضفتيه.كست صورة أشرعة المراكب البيضاء لوحاتها، وتتناثر على الشواطئ الفلاحات وهنّ يحملن جرار الماء يمشين بكبرياء مثل الملكات. كانت حريصة على نظافة البيئة من التلوث، فكانت تريد كل شيء في مصر نظيفًا وانطبع في ذاكرتها الفلاح بهامته العالية، وعمامته المميزة وانعكاس الضوء على صفحات النيل. كان حبها للنيل يدفعها إلى تكرار القيام بنزهه نيلية، سواء بالمراكب أو اللنشات. لذلك نرى أن أغلب لوحاتها كانت عن النيل والماء وقوارب الصيد والنزهة بأشرعتها البيضاء.

### سرقة اللوحات بأمريكا
أثناء وجود الملكة فريدة في أمريكا تم سرقة لوحاتها ولم تستطع العثور عليها. فقد اتفق معها أصحاب (جالاري) من الأمريكان على عرض لوحاتها وطلبوا منها إحضار هذه اللوحات إلى الولايات المتحدة الأمريكية وأكدوا لها أنهم سينظمون مهرجانًا كبيرًا لبيع لوحاتها يدعون إليه مليونيرات من أوروبا واليابان وشيوخ البترول حتى تحصل الملكة على أكبر عائد. وتم فعلاً القيام بالمطلوب وأُحضرت اللوحات إلى أمريكا، وطُلب من أصحاب (الجالاري) تنفيذ تعهداتهم من تحديد موعد وعرض اللوحات بشكل لائق والقيام بعمل ما يلزم. وأخذ أصحاب (الجالاري) يماطلون ثم تحججوا بأن لهم مشاكل مع الضرائب وأنه يُستحسن تأجيل المعرض إلى موعد آخر واقترحوا تأجير مكان لتخزين اللوحات. وتم فعلا وضع اللوحات بشكل مناسب في هذا المكان ثم أغلقوا وسلموا المفتاح وبعد فترة تم فتح المخزن للإطمئنان على اللوحات ولكن كانت المفاجأة أنه تم اختفاء جميع اللوحات وتم اختفاء أصحاب (الجالاري) تمامًا، ولم يعثر على أي أثر لهم، وتم إبلاغ السلطات الأمريكية التي حاولت أن تتعاون وأن تبحث عن اللصوص ولكنها فشلت في العثور عليهم. وهكذا فُقدت لوحات تزيد عن المائة. وقالت الملكة: 
| فريدة ملكة مصر القرينة | إني حزينة..ويائسة، فلم أكن أتصور أن هناك في العالم شر بهذه النوعية. ولكنهم سرقوا كفاحي ومجهودي طوال سنوات عمري. | فريدة ملكة مصر القرينة |

## آراء النقاد على أعمال الملكة فريدة

### كلود راشل
إن هذا الفن الجديد الذي يتبدى في أعمال التصوير للفنانة جلالة الملكة فريدة إنما يملك ناصية هامة في بلورة المجال المرئي. فوق سطوح اللوحات تتحرك الشخوص -الريف المصري بقراه ومنازله في سياق الدورة الشمسية- الأشكال الأكتوبلازمية للعناصر معالجة بمهارة وبسرعة فائقة تبين لنا القلق الدائم الذي يريد الفنان توصيله إلينا بسرعة أكثر عبر حالات النفس التي تواتينا. ومثل كل الفنانين الحقيقين فإنها فنانة متميزة وتبتكر شكلًا تصويريًا جديدًا منطلقة نحو تحرر في مجال المرئيات.

### جان ماركاميان
| فريدة ملكة مصر القرينة | فريدة جاءت لتهدي هذا العالم المتحجر ظلالا من الحلم الشفاف وصوتا أخويا يضفي عليه حرارة الروح، فلديها الرغبة في تحويل الأشياء التصويرية إلى أشياء سحرية، ولا يمكن مقارنة رسوماتها بغيرها من الرسومات. | فريدة ملكة مصر القرينة |

### جان مكويلي كلود
| فريدة ملكة مصر القرينة | إن صوت الفنانة يحمل الرسالة عن طريق أسلوبها في تناول الألوان والخامات. النظرة عميقة وسامية. وفي أعمال أخرى الغموض، فهناك شيء شفاف وغير مباشر ومحلق. إنه معلق وثابت في ذات الوقت. | فريدة ملكة مصر القرينة |

### فريد بروت
| فريدة ملكة مصر القرينة | روح البشر والأشياء المرئية المحسوسة والكائنات الحية هي مصادر التعبير الأساسي المشع الذي يميز أعمالها. أنك أنت الشعلة المضيئة من مصر، احتفظت بكل الضوء، بمصباح رع فوق الرمال. كل شيء هو ضوء، ومثل أشعة الليزر تبرزين البشر والأشياء متزاوجة مع الروح، هذا هو التزاوج غير المرئي ولكنه ينبض بالحضور. مثل ملاك سقط ويتذكر الجثة، سموت بالحقائق حتى ذروة الأحلام ونهاية الألوان والشفافية، إن بورتريهاتك تدعونا إلى التأمل. | فريدة ملكة مصر القرينة |

### باتريك والدبرج
| فريدة ملكة مصر القرينة | فريدة تستبعد النظرة السطحية لكي تقربنا من رؤيتها الداخلية. النموذج الفني يعرض لنا وحيها ونشوتها الفياضة من خلال تأجج الفكر والروح الشرقية. | فريدة ملكة مصر القرينة |

### ماري بيروز
1. 1. 1##

## سمة حياة الملكة فريدة وآراءها
كانت حياة الملكة فريدة تتسم بالدقة المتناهية، كلماتها بحساب، دبلوماسية إلى أبعد الحدود، قليلة في الكلام صريحة وجريئة في نفس الوقت. ولا تسكت على شيء يخالف الذوق العام أو يشوه صورة الوطن. لقد كانت الملكة فريدة شديدة الاهتمام بمسحة الجمال والنظافة وكانت لا تمل من الحديث عن التشويه المتعمد للشوارع واصفة إياها بأنها مؤامرة وإن الجهل والقبح يسيطران ليزيل مسحة الجمال والذوق. وكانت تعتبر قضية النظافة من أهم القضايا التي يجب أن ننتبه إليها.

عابت على فتيات هذه الأيام عدم اهتمامهن بالثقافة العامة. وتركيزهن على مظهرهن الخارجي. قوالب وأشكال بلا مضمون.
كما أنها ترى أن خلق انتماء الأجيال الجديدة إلى الوطن يبدأ بتعرف الولد والبنت على آثار مصر ومتاحفها.
تقول عن قضية فلسطين:
| فريدة ملكة مصر القرينة | هذا العام لا أستطيع أن أنساه فسيظل محفورًا في ذاكرتي حتى الممات ففي 15 مايو عام 1948 وقت إعلان اشتراك القوات المصرية في الحرب كانت معركتي في العاصمة شرسة مع فاروق الذي أواجه فيه بأشد وبأنكى أساليب الفساد | فريدة ملكة مصر القرينة |

## صراع مع المرض

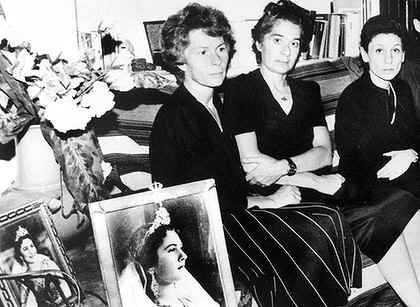
الأميرات فريال وفوزية وفادية في عزاء والدتهم الملكة فريدة

قامت بعمل كشف عام وتحاليل في كثير من المستشفيات وفي مستشفى الدكتور إبراهيم بدران الذي قام بإجراء عملية لها ورفض أجر العملية أو أتعابه أو أجر لإقامة بالمستشفى. وقبل رحلة الوداع أحست بوعكة جعلتها مكتئبة وعصبية جدًا وقامت بعمل الفحوصات اللازمة داخل مستشفى القوات المسلحة بالمعادي. وظهر بالكشف والفحوصات إن عندها لوكيميا الدم، فكانت تغير دمها كل ستة شهور وغيّرت دمها في النمسا، ومرة أخرى في فرنسا. وتم الحجز لها في معهد الأورام بباريس وهو أكبر المعاهد لمعالجة الأورام على نفقة الدولة، ثم حضرت إلى القاهرة وكانت تداوم على العلاج في مستشفى القوات المسلحة بالمعادي ثم سافرت إلى أمريكا، واكتشفوا هناك أنها مريضة بمرض الكبد الوبائي وذلك بسبب نقل الدم. ثم قام الدكتور ياسين عبد الغفار بعلاجها في مستشفى الصفا بالدقي لإصابتها بمرض سرطان الدم. حدثت مشكلة بين الدولة التي تصر بناء على تعليمات الرئيس وحرمه الممثلة في رئيس مجلس الوزراء على دفع قيمة العلاج والمصروفات، والمستشفى بدوره يصر على عدم أخذ أي تكاليف. واتفقا أخيرًا أن تأخذ المستشفى نصف قيمة المصاريف، ثم سافرت فريدة إلى سويسرا لزيارة البنات وأحفادها فادية وشامل وعلي. ثم ساءت صحتها هناك ودخلت إحدى المستشفيات ولكن بدون جدوى ولم تتحسن صحتها. أصرت على العودة إلى مصر، ودخلت العناية المركزة توفيت الملكة فريدة في فجر 17 أكتوبر عام 1988 عن عُمر يناهز 68 عامًا.

## الجنازة

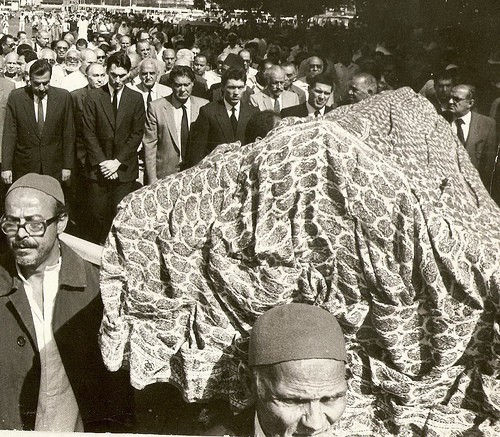
جنازة الملكة فريدة

كان موكب جنازة الملكة فريدة موكبًا مهيبًا، تقدمه الكثير من كبار المسؤلين المصريين. ولكن كثيرًا من أفراد الشعب -خاصة كبار السن- حرصوا على السير في الجنازة حتى مثواها الأخير.

## أعمال فنية وأدبية
تناولت شخصيته بعدد من الأفلام والمسلسلات والأعمال الأدبية نذكر منها:
- فيلم امرأة هزت عرش مصر.. بطولة نادية الجندي جسّد شخصيتها فيه جيهان فاضل.
- مسلسل ملكة في المنفى سنة 2010 عن قصة حياة الملكة نازلي بطولة نادية الجندي
- مسلسل الملك فاروق سنة 2007 عن قصة حياة الملك فاروق بطولة تيم الحسن.. وقام بدور صافيناز الممثلة منة فضالي
- مسلسل كاريوكا سنة 2012 عن قصة حياة تحية كاريوكا بطولة وفاء عامر.. وقام بدور صافيناز الممثلة إيمان سلامة

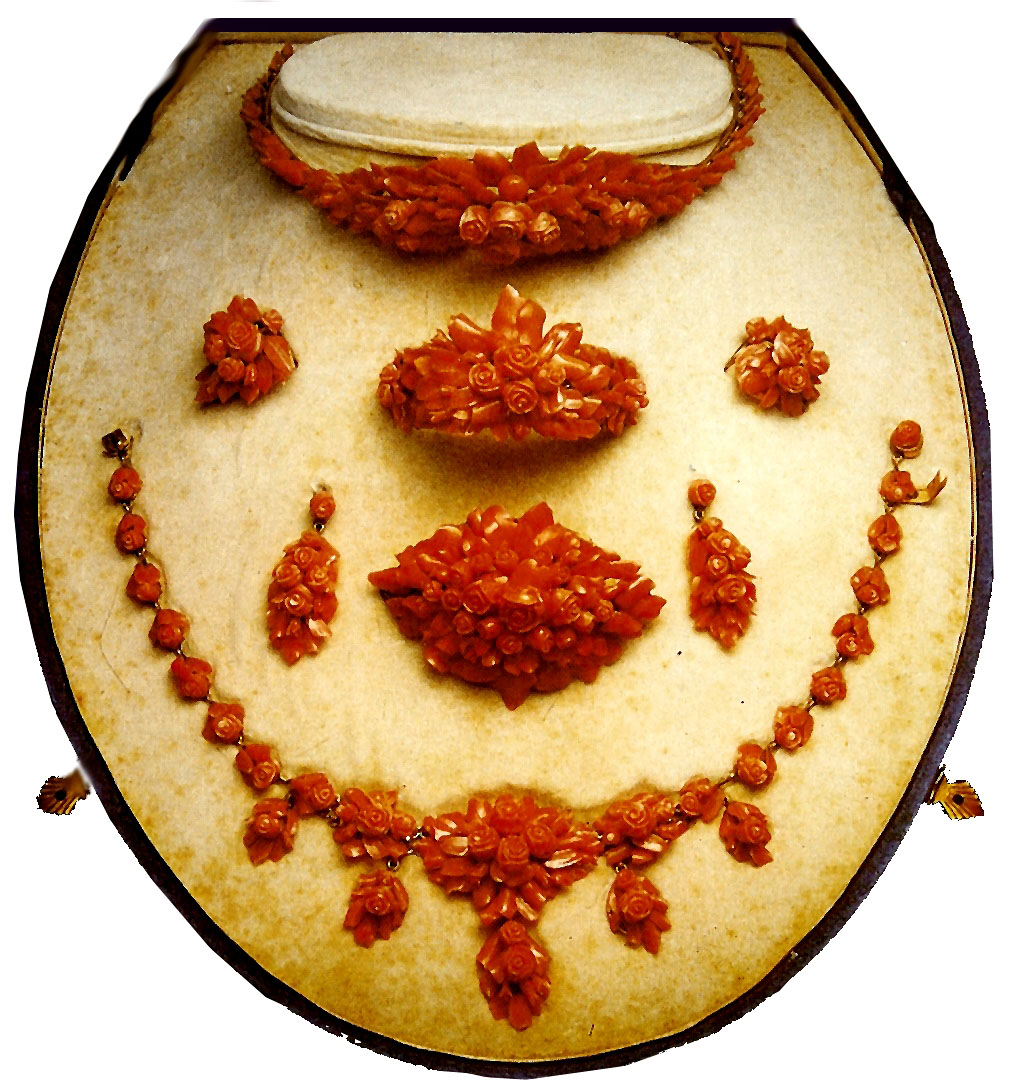
عقد من المرجان الأحمر يعود للملكة فريدة عام 1938م، معروض الآن في متحف المجوهرات المرجانية في إيطاليا.